# پنزر ۴
پانتسرکمپف‌واگن ۴ (آلمانی: [Panzerkampfwagen IV] ()، خودروی زرهی رزم ۴) معروف به پانتسر ۴ (آلمانی: [panzer IV] ()) که عموماً تحت عنوان پانزر ۴ شناخته می‌شود، یک تانک متوسط آلمانی بود که اواخر دهه ۱۹۳۰ میلادی طراحی و به صورت گسترده در جنگ جهانی دوم به کار گرفته شد. عنوان تدارکاتی این تانک در  نیروی زمینی آلمان Sd.Kfz. 161 بود.
پانزر ۴ با آمار بیش از ۸۵۰۰ عراده بیشترین تانک و دومین خودروی زرهی رزمی آلمانی تولید شده در جنگ جهانی دوم بود. از شاسی پانزر ۴ به عنوان پایه بسیاری دیگر از خودروی‌های زرهی رزمی همچون زره‌پوش ضد تانک، ضدهوایی و توپ خودکششی نیز استفاده شد.
پانزر ۴ در تمامی جبهه‌های نبرد حاضر بود و تنها تانک آلمانی نام گرفت که به صورت ممتد در تمامی طول جنگ تولید گردید. این تانک چندین بار در مقابل تانک‌های جدیدتر و قدرتمندتر دشمن ارتقا یافت و طراحی آن تغییر کرد. این ارتقاها شامل افزایش ضخامت زره، بهبود تسلیحات و در چند ماه آخر جنگ با توجه به افزایش نیاز و لزوم جایگزینی سریع تر تانک‌های جدید، ساده‌سازی می‌شد.
تانک متوسط پانتر برای مقابله با تانک‌های تی-۳۴ شوروی به صورت محدود جایگزین پانزر۴ گردید اما پانزر۴ همچنان تا انتهای جنگ بخش قابل توجهی از آرایش‌های زرهی آلمان را شامل می‌شد. این تانک همچنین گسترده‌ترین صادرات را در آلمان داشت و بیش از ۳۰۰ عراده از آن به فنلاند، رومانی، اسپانیا و بلغارستان فروخته شد. حتی پس از جنگ جهانی دوم نیز ارتش سوریه با خریداری از فرانسه و چکسلواکی این نوع تانک را در جنگ شش‌روزه علیه اسرائیل در سال ۱۹۶۷ به کار برد.
مجموعاً ۸٬۵۵۳ عراده از انواع مختلف پانزر ۴ تولید گردید که پس از توپ تهاجمی و ضد تانک اشتوگ ۳ (۱۰٬۰۸۶ عراده) از این منظر در تمامی نیروهای محور رتبه دوم را دارا شد.

## طراحی و توسعه

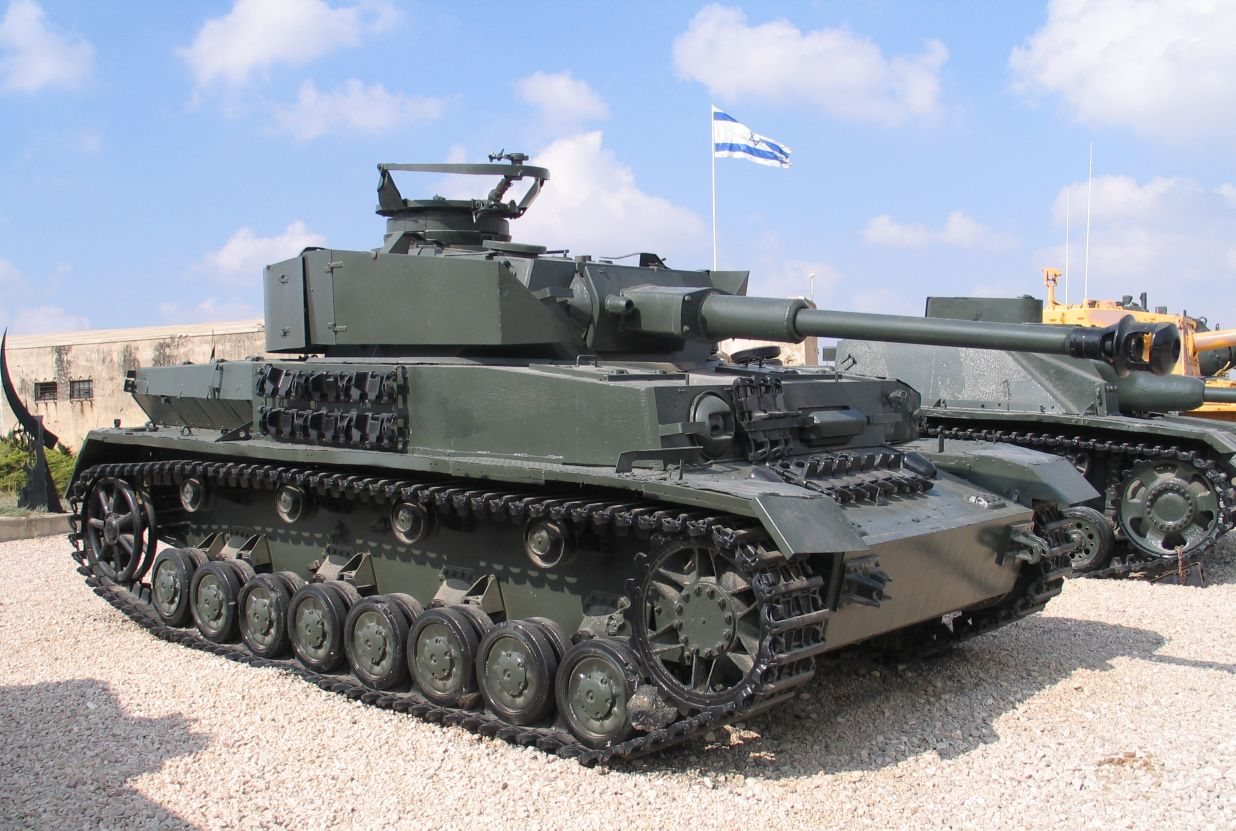
تانک پانتسرکمپف‌واگن ۴

آلمان که بر مبنای پیمان ورسای از داشتن تانک محروم شده اما خود با این ادوات مورد تهاجم قرار گرفته بود، از سال ۱۹۲۵ مخفیانه برنامه‌هایی را برای طراحی تانک‌ها آغاز کرد. ماه مارس سال ۱۹۲۷ قراردادی توسط دپارتمان تسلیحات به شرکت‌های کروپ، راینمتال و دایملر-بنتس جهت طراحی و تولید دو شاسی یک تانک اصلی میدان نبرد با برجک کاملاً چرخان، کاملاً محصور در زره و تمام‌شنی با مختصات ۶ در ۲٫۶ متر و وزن ۱۵ تن اعطا گردید. همانند همگی قراردادهای طراحی تسلیحاتی دیگر، این شرکت‌ها مسئول طراحی جزئیات بودند و به ندرت در طراحی مفهومی یا در انتخاب قطعات دخالت داشتند. از همین رو و به جهت اعمال محدودیت‌های شدید در ویژگی‌ها، مشابهت در طراحی‌های سه شرکت اتفاقی نبود. ماه اکتبر سال ۱۹۳۲، مقرر شد تنها یک شرکت برای طراحی آینده این تانک برگزیده شود. بهار سال ۱۹۳۳ بدین منظور و با توجه به عملکرد بهتر نمونه آن، راین‌متال به عنوان طراح جزئیات مرحله بعدی توسعه یک تانک متوسط انتخاب گردید. با وجود عدم پذیرش طراحی کروپ برای شاسی تانک، این شرکت در قراردادی رقابتی برای طراحی برجک اصلی مشارکت داده شد.
بروز مشکلاتی در طراحی راینمتال تحت عنوان گروس‌تراکتور که در ماه مارس سال ۱۹۲۸ طراحی و تا ماه ژوئن سال ۱۹۲۹ تولید گشته بود، پس از آزمایش آن در تأسیسات مخفی آلمان در کازان روسیه، سفارش دهندگان را به این باور رساند که نصب موتور هواگرد و راندن تانک از قسمت پشتی آن، راه حل مسئله نیست. موتور قدرتمند هواگردی که مورد استفاده قرار گرفته بود توان زیادی داشت اما سرعت کمی به پیش‌نمونه می‌بخشید. این موتور با وزن سنگین باعث می‌شد طراحان تانک و تسلیحات آن را کوچک‌تر، زره را نازک‌تر و تعداد خدمه و مهمات را کم‌تر بکنند. بدین سبب قراردادی با مایباخ به منظور طراحی یک موتور فشرده و با عملکرد بالا مخصوص تانک منعقد گردید. مشخصات ارائه شده برای یک تانک متوسط جدید، خواهان استفاده از این موتور شد. روز ۱۱ ژانویه سال ۱۹۳۴  نیروی زمینی آلمان با تعیین مشخصات، تقاضای ساخت یک «کشنده متوسط» را برای تعدادی از شرکت‌های تولید تسلیحات دفاعی ارسال کرد. برای ایفای نقش حمایتی از تانک‌های پانزر ۳ که مجهز به توپ کالیبر ۳۷ میلی‌متری ضد تانک بودند، نمونه جدید می‌بایست دارای یک توپ کوتاه با کالیبر ۷۵ میلی‌متری به عنوان تسلیحات اصلی می‌بود. وزن ۱۸ تن، توان موتور ۳۲۰ اسب بخار، حداکثر سرعت ۳۰ کیلومتر بر ساعت و ابعاد بیرونی ۲۶۵۰×۲۹۰۰×۵۶۰۰ میلی‌متر تعیین گردید. این نمونه می‌بایست توانایی حرکت در زاویه ۳۰ درجه و عبور از سنگرهایی با عرض حداکثر ۲٫۲ متر را دارا می‌بود. حداقل گنجایش ۱۴۰ گلوله برای سلاح اصلی و ۳۰۰۰ فشنگ برای مسلسل‌ها نیز مقرر گشت. برای مخفی نگاه داشتن هدف اصلی برنامه، کار بر روی این تانک تحت عنوان پوششی «خودرو پشتیبانی» انجام گرفت چرا که در آن زمان آلمان همچنان تلاش می‌کرد خود را ملزم به محدودیت‌های اعمال شده بر این کشور بر اساس پیمان ورسای نشان دهد. ام‌آان، کروپ و راین‌متال هر کدام پیش‌نمونه‌های خود را طراحی کردند. پس از امضای قرارداد در ۲۶ فوریه سال ۱۹۳۵، پیش‌نمونه طراحی جدید راینمتال برای این تانک که به بگلایت‌واگن تغییر نام داده بود، موتور جدید مایباخ HL 100 TR با توان ۳۰۰ اسب بخار در ۳۰۰۰ دور بر دقیقه را به‌کار برده بود اما همچنان از سیستم تعلیق نمونه قبلی استفاده می‌کرد. تغییراتی نیز در شاسی و زره ایجاد گردیده بود. راین‌متال یک پیش‌نمونه چوبی و دست کم یک پیش‌نمونه با فولاد نرم تولید نمود. با ارائه پیشنهاد دیگری توسط کروپ، قرارداد ساخت دو شاسی، یک برجک اصلی، یک برجک ثانویه و یک بدنه همگی با فولاد نرم به این شرکت اختصاص یافت. دست کم از پنج نوع مختلف سیستم‌های تعلیق در طراحی کروپ استفاده گشت، تا این که در نهایت قرار بر به‌کارگیری سیستم تعلیف فنر تخت در خط تولید شد. با وجود پدیدار شدن مشکلاتی در این سیستم تعلیق، شرکت کروپ نتوانست نظر دپارتمان تسلیحات در ارتباط با استفاده از آن را تغییر دهد.
عنوان طرح روز ۳ آوریل سال ۱۹۳۶ رسماً به "پنتسرکمپف‌واگن ۴" تغییر یافت. طراحی کروپ به شکل سفت و سختی به ضروریات ارائه شده از طرف نیروی زمینی پایبند بود. کار تولید نخستین پیش‌نمونه قابل رانندگی با برجک و یک مسلسل در ۳۰ آوریل سال ۱۹۳۶ به پایان رسید. نهایتاً پس از انجام آزمایش‌ها توسط دپارتمان تسلیحات تصمیم بر ادامه فعالیت توسعه و تولید بر پیش‌نمونه کروپ گرفته شد. این تانک در اصل با سیستم تعلیق شش چرخه به صورت همپوشان طراحی شده بود اما بنا به درخواست نیروی زمینی به سیستم تعلیق فنر پیچشی تغییر یافت تا چرخ‌ها در جهت عمودی از تحرک بالاتری برخوردار باشند و علاوه بر بهبود عملکرد، در جاده یا خارج از آن راحتی بیشتری برای خدمه فراهم آورند. به هر حال با توجه به نیاز فوری به این تانک، هیچ‌یک از این دو حالت عملی نشد بلکه کروپ از سیستم تعلیق ساده‌تر فنر تخت با دو چرخ در بالای زنجیر استفاده کرد. تانک ظاهر بیرونی کاملاً مشابه بگلایت‌واگن داشت.
برای این پیش‌نمونه پنج خدمه پیش‌بینی شده بود. موتور در قسمت عقبی بدنه قرار داشت. جایگاه راننده و بیسیم‌چی که نقش تیربارچی را نیز داشت، به ترتیب در قسمت چپ و راست بخش جلویی بدنه بود. فرمانده در برجک و زیر دریچه می‌نشست درحالیکه که توپچی در جانب چپ انتهای توپ و بارگذار توپ در طرف راست آن حضور داشت. میل کاردان موتور را در پشت تانک به جعبه دنده در جلو که بین راننده و بیسیم‌چی قرار داشت، وصل می‌کرد. برای عدم تلاقی میل کاردان و چرخاننده الکتریکی برجک، برجک ۵۰٫۶ میلی‌متر از خط مرکزی بدنه به سمت چپ و موتور ۱۵۲ میلی‌متر به سمت راست منتقل شده بود. در نتیجه همین حالت نامتقارن، جانب راست تانک محل نگهداری بیشتر ادوات ذخیره شده درون آن از جمله قفسه مهمات بود.
قرارداد تولید ۳۵ عراده در ماه دسامبر سال ۱۹۳۶ با کروپ-گروسون‌ورک به انعقاد رسید.

## مدل‌ها

### مدل آ
نخستین مدل از تانک پانزر ۴ در ماه اکتبر سال ۱۹۳۷ در ماگدبورگ وارد خط تولید عمده شد. مدل آ با وزن ۱۷٫۳ تن دارای سیستم تعلیق فنر تخت ربع بیضوی طولی با چهار چفت چرخ به ابعاد ۶۶۰–۷۵×۴۷۰ میلی‌متر در هر طرف هر یک با فاصله ۵۰۰ میلی‌متر با آکسل بود. چهار چرخ به ابعاد ۱۳۵–۶۵×۲۵۰ میلی‌متر نیز در هر طرف حالت زنجیر فولادی تانک با قطر ۳۶۰ میلی‌متر را حفظ می‌کردند.
در این مدل موتور ۱۲ سیلندر بنزینی HL108 TR مایباخ در پشت بدنه تانک با سیستم انتقال قدرت با پنج دنده جلو و یک دنده عقب، چرخ زنجیر را در جلوی خودرو به چرخش درمی‌آورد. این موتور با کاربراتور دوگانه، دارای سیستم خنک‌کننده‌ای بود که جهت خنک‌سازی لازم حداکثر تا دمای ۳۰ درجه سلسیوس، طراحی شده بود. دریچه موتور، رادیاتور و فن تهویه در سقف پشت بدنه بودند. یک دیواره آتش با درگاه‌هایی برای عبور اجزای سیستم انتقال قدرت و سیم‌های برق، محفظه موتور را از اتاقک خدمه جدا می‌کرد. یک دریچه امکان دسترسی از درون اتاقک به موتور را فراهم آورده بود. سه مخزن سوخت مجموعاً با ظرفیت ۴۵۳ لیتر در زیر بدنه و بالای صفحه زرهی زیر تانک، قرار داشت. امکان استفاده انفرادی از هر یک از این مخازن به کمک یک شیر فراهم شده بود. ورودی هوای سیستم خنک‌کننده موتور در سمت چپ و اگزوز آن در سمت راست پشت تانک نصب شده بودند.
تسلیحات اصلی مدل آ شامل یک هویتزر KwK 37 L/24 با کالیبر ۷۵ میلی‌متر و یک مسلسل ام‌گه ۳۴ هم محور در جانب راست آن می‌شد. یک محافظ داخلی در ابتدای لوله توپ نهاده شده بود تا اصابت گلوله به پوشش زرهی بیرونی آن موجب گیر کردن توپ نشود. هدف‌گیری با توپ با ابزار مکانیکی صورت می‌گرفت. یک مسلسل ام‌گه ۳۴ نیز در جایگاه توپی شکل در جلوی بیسیم‌چی تعبیه شده بود. مجموعاً ۱۲۲ گلوله برای توپ و ۳۰۰۰ فشنگ برای دو مسلسل حمل می‌شد. در ابتدا مقدار ذخیره برای توپ ۱۴۰ گلوله بود. این مقدار در ماه دسامبر سال ۱۹۳۷ به ۱۲۲ گلوله کاهش یافت. جایگاه بیرونی چرخان یک مسلسل ضدهوایی نیز در ماه فوریه سال ۱۹۳۸ حذف شد.
این تانک از یک شاسی، یک اتاقک زرهی متصل به سقف آن (سازه فوقانی) و یک برجک ساخته شده بود. بدنه زرهی تانک نقش شاسی آن را ایفا می‌نمود. بجز پنج عراده نخست تولید که در آن‌ها از صفحه‌ای به ضخامت ۳۰ میلی‌متر در قسمت جلوی تانک استفاده گردید، اتاقک زرهی مدل آ با صفحاتی به ضخامت ۱۴٫۵ میلی‌متر در بخش‌های پیشین، پسین و اطراف و صفحاتی با ضخامت ۵ میلی‌متر در سقف و کف ساخته شده بود. این اتاقک دارای دو درگاه دید در اطراف و یک ابزار دید زرهی برای راننده بود. دو درگاه دایره‌ای شکل منور در دو دریچه دو تکه راننده و بیسیم‌چی قرار داشت. صفحه پیشین بدنه با قطعات فلزی ضربدری و میله‌هایی از داخل تقویت شده بود. راننده در کنار جعبه‌دنده و در طرف چپ جلوی بدنه و بیسیم‌چی در طرف راست می‌نشست. در داخل اتاقک، چراغ‌های آبی اخطار زیر ابزار دید راننده نصب شده بود تا چرخش توپ به اندازه‌ای بیش از عرض تانک را به او هشدار دهد. ده درگاه کف تانک جهت امور تعمیر و نگهداری تعبیه شده بود. یک دریچه دایره‌ای فرار نیز در زیر صندلی بیسیم‌چی برای خروج خدمه در حالت اضطراری وجود داشت. یک دریچه تهویه در سمت چپ بدنه برای ترمزهای چرخش قرار گرفته بود. در جانب راست بدنه یک ریل چوبی برای حفاظت از آنتن نازک مسی دو متری به همراه یک آنتن یدکی و در زیر آن جایگاهی برای یک بیل تعبیه گشته بود. بالا و پایین بردن آنتن از درون تانک انجام می‌گرفت.
یک دهانه دایره‌ای شکل در سقف بدنه برای قرار دادن برجک سرپوشیده با قطر ۱۶۸۰ میلی‌متر، بریده شده بود. برجک بر روی حلقه‌ای با ۳۲۴ دندانه، می‌توانست ۳۶۰ درجه به چرخش درآید. فاصله بین برجک و بدنه با دافع مثلثی شکل تیر، پوشش داده شده بود. صفحه پیشین برجک زاویه‌ای ۸۰ درجه (نسبت به افق) و صفحات اطراف زاویه ۶۰ درجه داشتند. یک کلاهک استوانه‌ای در انتهای برجک با حلقه‌ای از هشت حفره دید محافظت شده با شیشه زرهی، برای فرمانده تعبیه گشته بود. بسته شدن جزئی یا کلی حفره‌های دید برای فرمانده امکان‌پذیر بود. یک دریچه دو تکه بر فراز این کلاهک قرار داشت. برجک با یک موتور الکتریکی که نیروی خود را از یک موتور بنزینی کمکی دو سیلندر و یک ژنراتور الکتریکی، دریافت می‌کرد، به چرخش درمی‌آمد. یک تنظیم‌گر ولتاژ سرعت چرخش برجک را کنترل می‌نمود. چهار گیره بر روی برجک جهت استفاده هنگام جداسازی و نصب آن قرار داشت که می‌توانست برای نصب آلات استتار نیز بکار گرفته شود. یک دریچه یک تکه در هر طرف برجک نصب گشته بود که لولای آن‌ها در طرف جلو به دیواره برجک پیچ شده بود. در مرکز سقف برجک یک دهانه تهویه قرار داشت که با یک پوشش زرهی محافظت شده بود. در هر طرف پشت برجک یک درگاه تپانچه وجود داشت.
روز ۳۰ نوامبر سال ۱۹۳۷ نخستین عراده کاملاً عملیاتی پانزر ۴ مدل آ توسط دفتر تسلیحات پذیرفته شد. این تانک با لایه از رنگ خاکستری تیره در سرتاسر آن از خط تولید خارج می‌شد. تا ماه مارس سال ۱۹۳۸ مجموعاً ۳۵ عراده از این مدل تولید گردید و در نبردهای لهستان، نروژ و فرانسه به کار گرفته شد. کاربری بیشتر این تانک‌های این مدل به سرعت به برنامه‌های آموزشی تقلیل یافت. آخرین بقایای این مدل در سال ۱۹۴۱ با مدل‌های جدیدتر جایگزین شد.

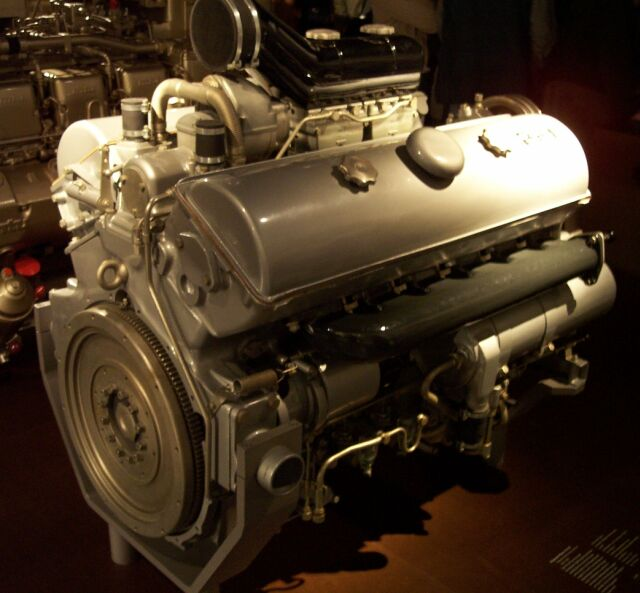
موتور HL 120 TRM مایباخ به کار برده شده در بیشتر تولیدات پانزر ۴

### مدل ب
ماه اکتبر سال ۱۹۳۷ قراردادی با کروپ-گروسون‌ورک جهت تولید ۴۲ عراده از سری دوم توسعه پانزر ۴ که به تنهایی توسط این شرکت طراحی گشته بود، امضا شد. این طراحی تحت عنوان مدل ب از موتور قوی‌تر HL 120 TR مایباخ و سیستم انتقال قدرت SSC76 با شش دنده جلو و یک دنده عقب استفاده می‌کرد. این تغییرات موجب افزایش حداکثر سرعت به ۴۲ کیلومتر بر ساعت گردید. ضخامت صفحات پیشین زره تانک به ۳۰ میلی‌متر ارتقا یافت تا تاب گلوله‌های ۲ سانتی‌متری را داشته باشد. چگالی صفحات زرهی همگون نوردکاری‌شده تانک با سخت‌کاری به ۱۲۵ کیلوگرم در هر میلی‌متر مربع رسید. این مدل از سیستم تعلیق اولیه بهره می‌گرفت. طراحی مجدد صفحه پیشین بدنه جایگاه عقب رفته بیسیم‌چی را اصلاح کرد. صفحه جلوی راننده و بیسم‌چی به شکل صاف قرار گرفت.
مسلسل درون بدنه با یک محافظ حفره دید جایگزین گردید و یک حفره تپانچه با محافظ مخروطی شکل نیز در کنار آن تعبیه شد. دریچه‌های بالای سازه فوقانی یک تکه شدند و تعداد حفره‌های منور آن به یک حفره در مرکز دریچه کاهش یافت. سایر ویژگی‌های برجک تغییری نکرد اما کلاهک استوانه‌ای فرمانده با یک کلاهک زرهی با پنج حفره دید جایگزین گردید. برجک دیده‌بانی جدیدی برای فرمانده که از مدل سی پانزر ۳ اقتباس شده بود، به سقف برجک اضافه گشت. یک محافظ هشت وجهی به هر یک از دو درگاه جلوی برجک در جناحین توپ، اضافه گردید. یک محافظ زرهی بیرونی ابتدای توپ بر روی محافظ درونی آن به صفحه جلویی برجک پیچ شد تا شکاف بین محافظ درونی و صفحه جلوی برجک پوشش داده شود. بین محافظ درونی و بیرونی چرم و ورق فلزی قرار گرفت. پوشش دریچه جانبی برجک در قسمت زیرین پوشش درگاه دید، به یک حفره کوچک تپانچه مجهز شد. پوشش مربعی برجسته درگاه تپانچه پشت برجک با یک درگاه دایره‌ای شکل مسطح تعویض شد که با چرخش به بالا جلوی درگاه را باز می‌کرد. یک محافظ مخروطی بر روی ابزار سیگنال دهی و یک محافظت زرهی دور درگاه تهویه، هر دو در سقف برجک در کنار کلاهک، افزوده شد. محافظ‌هایی برای حلقه برجک روی سقف سازه فوقانی قرار گرفت تا گلوله‌های کالیبر کوچک موجب گیر کردن برجک نشوند. یک درگاه ورودی هوا برای موتور در گوشه بالا سمت راست سازه فوقانی تعبیه گردید.
این تغییرات مجموعاً ۴۰۰ کیلوگرم به وزن تانک افزود. عرض سازه فوقانی و اندازه محل ذخیره‌سازی مهمات جهت کاهش وزن، تقلیل یافت. این مدل نیز در کارخانه به صورت کلی به رنگ خاکستری تیره رنگ‌آمیزی می‌شد. در مجموع ۴۵ عراده از مدل ب تولید گردید و در نبردهای لهستان، فرانسه و شوروی به کار گرفته شد. این مدل تدریجاً از اواخر سال ۱۹۴۳ کنار گذاشته شد. چندین عراده از مدل ب پس از پیاده شدن قوای متفقین در نرماندی، وارد این نبردگاه گشتند.

### مدل سی

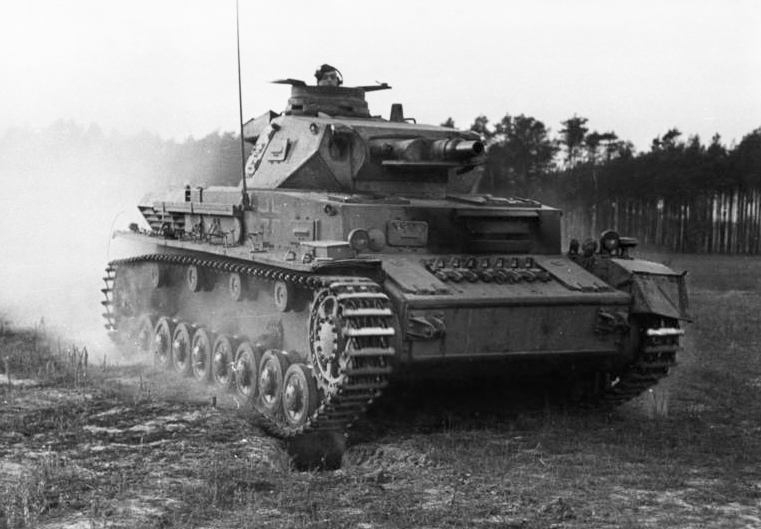
پانزر ۴ مدل سی، سال ۱۹۴۳

ماه اکتبر سال ۱۹۳۷ کروپ-گروسون‌ورک قراردادی جهت تولید ۱۴۰ عراده عملیاتی از سری سوم توسعه پانزر ۴ دریافت کرد. با توجه به این که در پی تصمیم بر استفاده از شاسی سری چهارم به عنوان شاسی استاندارد تولیدات آینده و توقف توسعه سری سوم، در این مدل تحت عنوان مدل سی، بهبود بسیار اندکی پدید آمده بود. مدل سی از منظر ظاهری تقریباً با مدل ب یکسان بود. در مدل سی از موتور بهبود یافته HL 120 TRM استفاده شد که تا پایان جنگ به عنوان موتور استاندارد پانزر ۴ باقی ماند. در این مدل محافظ درونی دهانه توپ تغییرات جزئی به خود دید. یک صفحه زرهی به بالای مسلسل هم‌محور جهت ارتقا محافظت از آن افزوده شد که عامل اصلی تمایز ظاهری آن با مدل ب بود. نقاط اتصال قطعات یدکی زنجیر به همراه دسته استارت موتور به جانب چپ تانک منتقل شد. قفل دریچه‌های پشت تانک ساده‌سازی گردید. مجموع این تغییرات مجدداً باعث افزایش وزن تانک این بار به ۱۸٫۵ تن گردید. با این وجود سرعت و برد آن همچنان همانند مدل ب بود.
در مجموع ۱۳۴ عراده دارای برجک از ۱۴۰ عراده سفارش‌داده‌شده از مدل سی بین ماه‌های اکتبر سال ۱۹۳۸ تا اوت سال ۱۹۳۹ تولید شد. شش شاسی مدل سی برای تبدیل به پل‌گذار کنار گذاشته شد. شانزده شاسی دیگر نیز اوایل سال ۱۹۴۰ بدین منظور اختصاص یافت. این شاسی‌ها جهت سوار شدن سازه فوقانی اصلاح‌شده پل‌گذار به شرکت‌های ماگیروس و کروپ تحویل داده شدند. ماه اوت همان سال دو شاسی مرجوع و مجدداً به تانک‌هایی با برجک تبدیل گشتند. این مدل نیز در کارخانه به صورت کامل به رنگ خاکستری تیره رنگ‌آمیزی می‌شد. این افزایش تولید یگان‌های خط مقدم را قادر ساخت تعداد بیشتری از تانک‌های سبک خود را به تانک‌های متوسط بدل کنند. این مدل تا سال ۱۹۴۳ در خدمت فعال باقی‌ماند تا اینکه خسارات میدان نبرد و پدیداری مدل‌های جدیدتر موجب جایگزینی کامل آن‌ها گردید.

### مدل دی

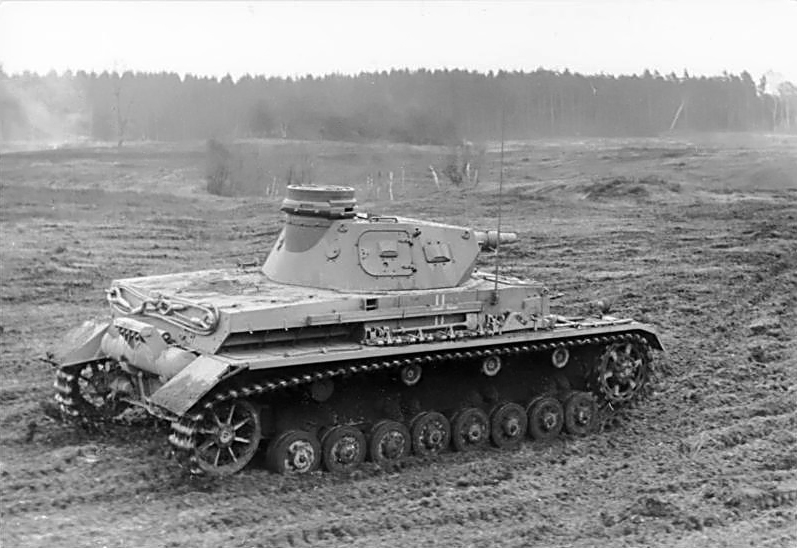
پانزر ۴ مدل دی

ماه ژوئیه سال ۱۹۳۸ قرارداد دیگری این بار برای تولید ۲۰۰ عراده از سری چهارم و در ماه نوامبر همان سال قراردادی برای تولید ۴۸ عراده از سری پنجم توسعه تانک پانزر ۴ با کروپ-گروسون‌ورک منعقد گردید. این دو سری از منظر طراحی مشابه یکدیگر بودند و مدل دی نام گرفتند. بسیاری از ویژگی‌های مدل دی و مدل سی از جمله موتور مورد استفاده در آن‌ها، مشابه بود. با این حال صفحه زاویه‌دار جلوی بیسیم‌چی و مسلسل درون بدنه با یک جایگاه جدید زرهی تقویت‌شده برای آن، مجدداً بازگردانده شدند. یک درگاه کوچک تپانچه در صفحه زاویه‌دار بین مسلسل و ابزار زرهی دید راننده، عموماً جهت استفاده راننده قرار داده شد. ضخامت زره اطراف بدنه به ۲۰ میلی‌متر افزایش پیدا کرد. این اقدام باعث افزایش ۱۰ میلی‌متری عرض تانک به ۲۸۴۰ میلی‌متر و وزن آن به ۲۰ تن شد. تجربیات میدانی نشان داد محافظ بیرونی بر روی بخش ابتدایی توپ می‌تواند در اثر برخورد گلوله تغییر شکل دهد و خود موجب گیر کردن و عدم امکان خرچش توپ شود. بدین جهت این محافظ بیرونی به صورت سنتی‌تری باز طراحی و محافظ درونی حذف گردید. دو قلاب و دو زنجیر جهت یدک‌کشی در پشت تانک نصب شد. یک لوله مکالمه در سقف اتاقک جهت ارتباط فرمانده و توپچی تعبیه گشت. از مدل دی از شنی جدیدی در تانک پانزر ۴ استفاده گردید. این شنی قابل استفاده در سه مدل پیشین نبود اما امکان استفاده از شنی قبلی همچنان در تانک‌های جدید بدون هیچ مشکلی وجود داشت. یک عراده از مدل دی سال ۱۹۴۱ به صورت آزمایشی با توپ کالیبر ۵ سانتی‌متر Pak 38 L/60 مسلح شد.
این مدل نیز در کارخانه تماماً به رنگ خاکستری تیره رنگ‌آمیزی می‌شد. مجموعاً ۲۲۹ عراده از این مدل تا ماه مه سال ۱۹۴۱ تولید گردید که بیش‌تر از مجموع تولیدات سه مدل قبلی بود. بدین جهت زره بخش ابتدایی توپ به صورت سنتی‌تر باز طراحی شد. مدل دی تا اوایل سال ۱۹۴۴ در میدان‌ها نبرد فرانسه، روسیه و آفریقا حضور پیدا کرد. تعدادی از عراده‌های باقی‌مانده مدل دی نهایتاً پس از سال ۱۹۴۴ به رنگ زرد تیره رنگ‌آمیزی شدند.

### مدل ایی
در پی تصمیم برای تولید ۴۸ عراده تانک پانزر ۴ برای اس‌اس سری ششم این تانک با عنوان مدل ایی پدید آمد. ماه ژوئیه سال ۱۹۳۹ تولید ۲۲۳ عراده از مدل ایی به کروپ-گروسون‌ورک سفارش شد. این مقدار ماه مارس سال ۱۹۴۱ به ۲۰۶ عراده تقلیل یافت. در مدل ایی تغییرات بیشتری نسبت به مدل‌های پیشین اعمال گردید. طراحی چرخ‌ها تغییر کرده و چرخ زنجیر جلو ساده‌سازی شد. در این مدل ضخامت زره پیشین با پیچ‌شدن صفحه‌ای به ضخامت ۳۰ میلی‌متر به ۵۰ میلی‌متر افزایش پیدا کرد و صفحات فولادی دیگری به ضخامت ۲۰ میلی‌متر به طرفین و پشت بدنه پیچ شد. ابزار دید جدیدی برای راننده با شیشه زرهی بزرگی زیر یک پوشش زرهی تعبیه گردید. با اعمال تغییراتی در برجک، طراحی کلاهک فرمانده نیز تغییر کرد. افزایش طول برجک سبب شد دیگر بخشی از کلاهک فرمانده در صفحه پشتی برجک قرار نگیرد. طراحی جدید برجک کار تولید را سریع‌تر و ارزان‌تر می‌کرد و محافظت بالستیکی را افزایش می‌داد چرا که هیچ بریدگی در زره وجود نداشت تا موجب ایجاد نقطه ضعف شود. زره کلاهک فرمانده به ۵۰ تا ۹۵ میلی‌متر افزایش یافت. برجک دیده‌بانی جدیدی برای فرمانده بر گرفته از مدل گه پانزر ۳ در این مدل به کار رفت. دریچه دسترسی به سامانه ترمز علاوه بر به‌کارگیری لولایی بزرگ‌تر و ساده‌تر، با سطح صفحه زاویه‌دار پیشین یکی شد. در مدل‌های پیشین این دریچه مقداری بالاتر از سطح این صفحه بود که برخورد گلوله‌های ضد تانک به آن آسیب می‌زد. درگاه سیگنال و دریچه تهویه در سمت راست برجک حذف شد. فن تهویه جدیدی به همراه پوشش در جایگاه پیشین قرار گرفت. مجموع این تغییرات وزن تانک را به ۲۱ تن رساند. مدل‌های قدیمی‌تر نیز برای اعمال تغییرات جدید به کارخانه تولیدکننده فرستاده شدند.
تولید این مدل از ماه فوریه سال ۱۹۴۰ آغاز گردید و آخرین عراده آن ماه مه سال ۱۹۴۱ از خط تولید خارج گشت. تقریباً ۲۲۰ عراده از این مدل تا ماه آوریل سال ۱۹۴۱ از خط تولید خارج و تا اوایل سال ۱۹۴۴ در بالکان، جبهه شرقی و شمال آفریقا به کار گرفته شد. تغییرات اندکی در طول فرایند تولید بر این مدل اعمال شد. از چهار شاسی مدل ایی به عنوان خودروی پل‌گذار استفاده گشت. تعدادی از تولیدات مدل ایی نیز اوایل سال ۱۹۴۱ به نمونه زیر سطحی تبدیل گردید. این مدل نیز مانند مدل دی در ابتدا در کارخانه به شکل کلی به رنگ خاکستری تیره رنگ‌آمیزی شد اما در نهایت عراده‌های باقی‌مانده از آن پس از سال ۱۹۴۴ به رنگ زرد تیره درآمدند.

### مدل اف

#### مدل اف-۱

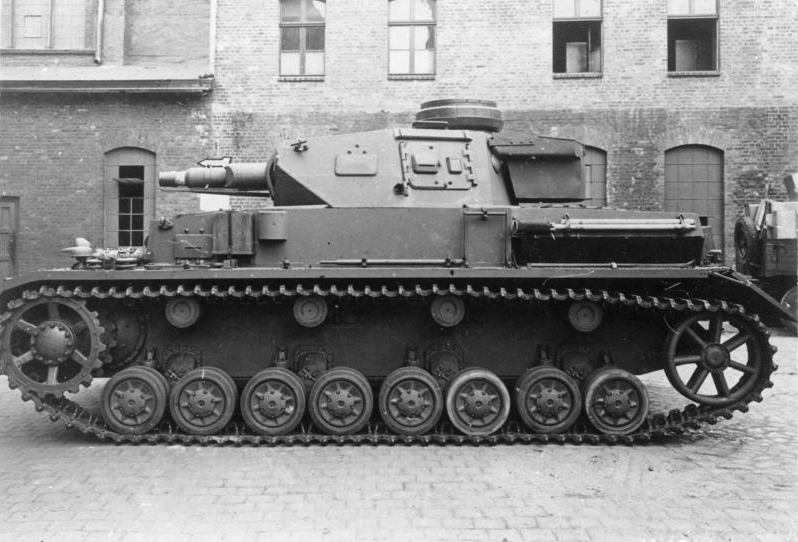
پانزر ۴ مدل اف-۱ با توپ لوله کوتاه

ماه دسامبر سال ۱۹۳۸ سفارش تولید ۱۲۸ عراده از سری هفنم به شرکت کروپ-گروسون‌ورک صادر شد. با این حال با آغاز جنگ این مقدار ماه نوامبر سال ۱۹۳۹ به ۵۰۰ عراده عراده افزایش یافت. تا ماه ژوئن سال ۱۰۴۰ دو شرکت ووماگ و نیبلونگن‌ورکه نیز هر یک تولید صد عراده از این مدل را دریافت کردند. ماه ژانویه سال ۱۹۴۱ تولید ۳۰۰ عراده دیگر نیز به کروپ-گروسون‌ورک سفارش شد.
در مدل اف زره پیشین بدنه به یک صفحه تک لایه ۵۰ میلی‌متری تبدیل گردید. زره اطراف بدنه نیز به یک صفحه ۳۰ میلی‌متر بدل شد. با افزایش ضخامت صفحه پیشین، طراحی ابزار دید راننده و جایگاه مسلسل درون بدنه تغییر کرد. یک حفره دید راننده برگرفته از زره‌پوش اشتورم‌گشوتس و یک جایگاه توپی مسلسل در صفحه مسطح‌شده جلوی سازه فوقانی نصب شد. ضخامت زره پیشین برجک به ۵۰ میلی‌متر و جناحین آن به ۳۰ میلی‌متر افزایش یافت. زره محافظ ابتدای لوله توپ نیز به ۵۰ میلی‌متر ارتقا داده شد. همه این تقویت‌ها در برابر افزایش قابلیت توپ‌های ضد تانک متفقین صورت می‌گرفت. دریچه یک تکه جانبی برجک، با یک دریچه دو تکه با حفره‌های دید شیشه‌ای با حفاظ‌های زرهی تعویض شد. این طراحی بدنه و برجک طراحی نهایی در تانک پانزر ۴ به حساب می‌آمد. چند حفره زرهی تهویه جهت سرد کردن ترمزهای چرخش، به دریچه دسترسی به ترمزهای جلویی اضافه شد. این تغییرات وزن تانک را به ۲۲٫۳ تن افزایش داد که باعث ایجاد لزوم افزایش پهنای زنجیر آن از ۳۶ سانتی‌متری به ۴۰ سانتی‌متری شد. پهنای چرخ زنجیر مطابق بیشتر شدن عرض زنجیر، افزایش یافت و چرخ پشتی نیز کاملاً از نو طراحی گردید. ساده‌سازی چرخ پشتی کار تولید را سریع‌تر و به صرفه‌تر می‌کرد. انبار اگزوز موتور اصلی و موتور چرخاننده برجک در صفحه پشتی بدنه با نمونه جدیدی جایگزین شد. قفسه زرهی سر اگزوزها به سمت راست در پشت تانک منتقل گردید.
تغییراتی در جریان تولید این مدل ایجاد شد که عبارت بودند از: افزوده شدن یک گیره بکسل برای یدک‌کشی مخزن سوخت در ماه آوریل سال ۱۹۴۱، تبدیل تعدادی به تانک مناطق گرمسیری، حذف مخزن شمعی نارنجک دود زا در ماه فوریه سال ۱۹۴۲ و افزوده شدن زره فاصله‌دار ۲۰ میلی‌متری به برجک و جلوی سازه فوقانی در ماه فوریه سال ۱۹۴۲
کروپ ۳۹۳ عراده، ووماگ ۶۴ عراده و نیبلونگن‌ورکه ۱۳ عراده از این مدل بین ماه‌های آوریل سال ۱۹۴۱ تا فوریه سال ۱۹۴۲ تولید کردند. تولیدات با رنگ‌آمیزی سراسری خاکستری تیره، از خط تولید خارج و در تمامی جبهات عمده نبرد به کار برده شد. تعدادی از این تانک‌ها که مقرر شده بود برای عملیات به شمال آفریقا ارسال شوند، با رنگ زرد بیابانی رنگ‌آمیزی گشتند.
از ماه ژوئیه سال ۱۹۴۲ توپ جدید ۷۵ میلی‌متری KwK 40 از مدل جدیدتر بر روی این مدل نیز نصب شد.
پس از ایجاد مدل اف-۲، نام نمونه قبلی که صرفاً مدل اف نامیده می‌شد، جهت ایجاد تمایز به اف-۱ تغییر کرد.

#### مدل اف-۲

جایگاه قرارگیری خدمه: ۱- راننده ۲- بیسیم‌چی/تیربارچی ۳- توپچی ۴- بارگذار ۵- فرمانده

تا به این نقطه از تولید پانزر ۴، از این تانک به عنوان تانک پشتیبانی پیاده‌نظام استفاده می‌شد و مقابله با تانک‌های دشمن به تانک‌های پانزر ۳ با توپ‌هایی با سرعت شلیک بالای گلوله محول شده بود. افزایش مقاومت تانک‌های دشمن و عدم کفایت ظرفیت پانزر ۳ برای سوار کردن توپی بزرگ‌تر از توپ‌های ۵۰ میلی‌متری، موجب استفاده از توپی بهتر در تانک پانزر ۴ شد. روز ۲۶ مه سال ۱۹۴۱ و تنها چند هفته پیش از آغاز عملیات بارباروسا، تصمیم به ارتقا تسلیحات اصلی پانزر ۴ گرفته شد. قراردادی با کروپ منعقد گردید تا مجدداً توپ ۵۰ میلی‌متری Pak 38 L/60 در برجک تانک جای داده شود. قرار بر تحویل نخستین پیش‌نمونه در ۱۵ نوامبر همان سال گردید. پس از برخورد قوای آلمانی با تانک متوسط تی-۳۴ و تانک سنگین کی‌وی-۱ شوروی، لزوم استفاده از توپ قدرتمندتری عیان شد. ماه نوامبر سال ۱۹۴۱ جایگزینی توپ ۵۰ میلی‌متری کنار گذاشته شد و کروپ بر اساس قرارداد جدیدی فعالیت مشترک با راین‌متال بر روی طراحی توپ ضد تانک ۷۵ میلی‌متری این شرکت (بعدها Pak 40 L/46) را آغاز نمود.
با توجه به شدت بالای لگد توپ جدید نسبت به توان برجک، جان لوله توپ و مکانیسم لگد کوتاه‌تر شد. این تغییر باعث ایجاد توپ ۷۵ میلی‌متری جدیدی تحت عنوان KwK 40 L/43 گردید. این توپ می‌توانست گلوله‌های ضد زره Pzgr. 39 را با سرعت ۷۵۰ متر بر ثانیه که نسبت به توپ قدیمی‌تر KwK 37 L/24 با سرعت ۴۳۰ متر بر ثانیه، ۷۵ درصد بیشتر بود، شلیک کند. یک ترمز دهانه توپی شکل برای این توپ طراحی و اعمال گردید که تنها می‌توانست کمتر از ۵۰ درصد توانایی ترمز سیستم لگد را ارائه کند. توپ KwK 40 L/43 با شلیک گلوله‌های Pzgr. 39 می‌توانست در فاصله ۱۸۳۰ متری ۷۰ میلی‌متر در زره فولادی اهداف نفوذ کند. گلوله این توپ مسیر پیمایش صاف‌تر و برد بلندتری داشت. توپ جدید ۷۵ میلی‌متری معایب خود را داشت. با وجود تلاش طراحان در کاهش وزن آن، این توپ دماغه تانک را به اندازه ای سنگین کرده بود که فنرهای بخش جلویی سیستم تعلیق همواره در حالت فشرده شده قرار داشت. این شرایط نوسان وارده به تانک را حتی در حالت عدم چرخش افزایش می‌داد.

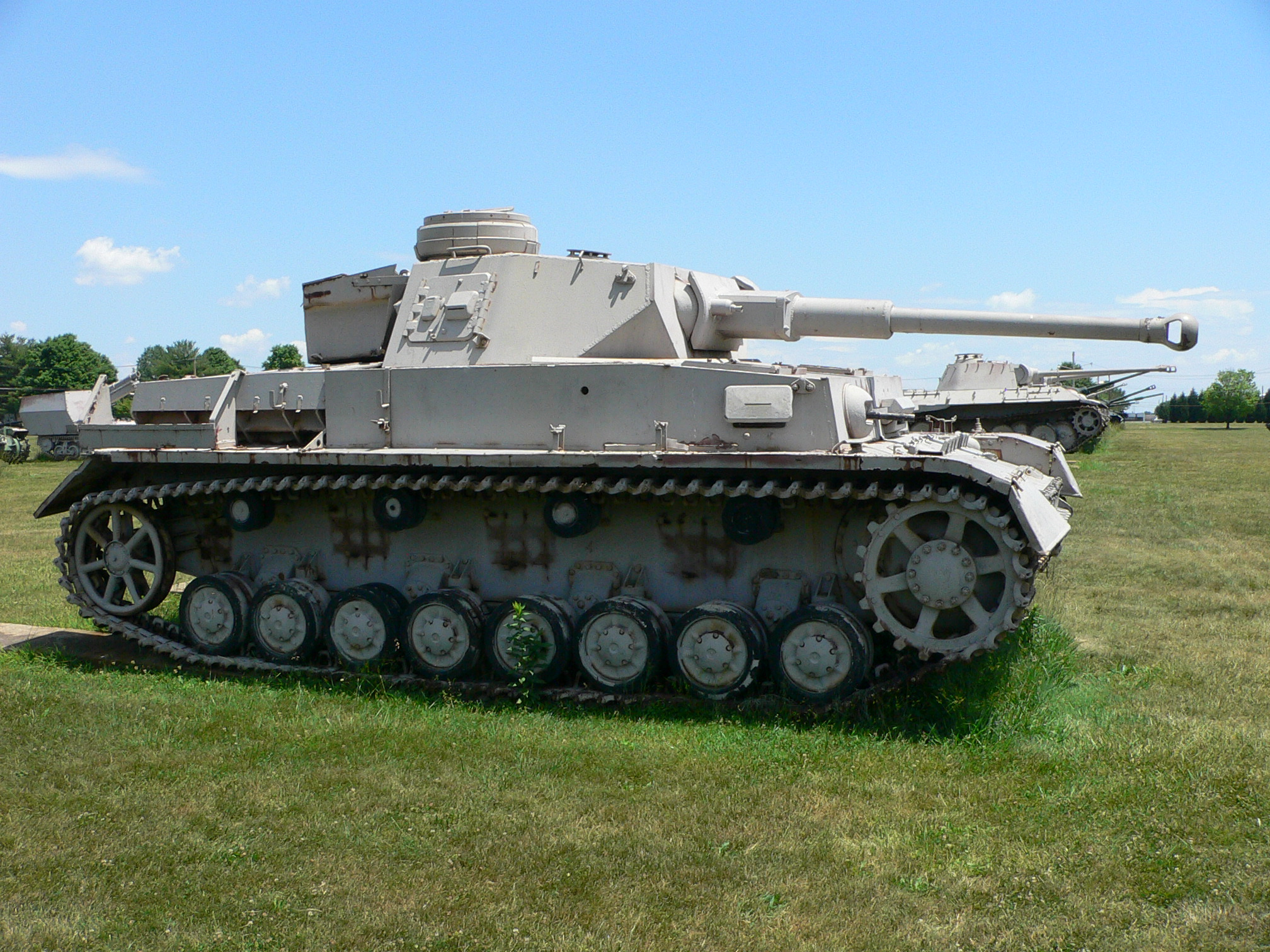
پانزر ۴ مدل اف-۲

مدلی از پانزر ۴ که برای نخستین باز از توپ KwK 40 L/43 استفاده کرد، مدل اف-۲ نامیده شد. وزن این مدل به ۲۳٫۶ تن افزایش و سرعت آن به ۴۰ کیلومتر بر ساعت کاهش پیدا کرد. تفاوت بین مدل‌های اف-۱ و اف-۲ مربوط به تسلیحات اصلی آن می‌شد. این تغییرات شامل زره بخش ابتدایی توپ، قفل حرکت درونی آن، تثبیت کننده جدید توپ، چشمی جدید آن، محل ذخیره بهبود یافته مهمات برای جای گرفتن گلوله‌های بزرگ‌تر در آن و حذف مخزن قدیمی نارنجک دود زا و جایگزینی آن با مدل جدید تر مستقر بر روی برجک تانک می‌شد. در طول فرایند تولید حفره‌های دید کناری برجک با وجود فراهم آوردن میدان دید بهتر برای خدمه، به عنوان یک نقطه ضعف در زره برجک، از این مدل حذف گشت تا صفحه این قسمت یک‌تکه شود. در مجموع ۲۰۰ عراده از مدل اف-۲ تا تابستان سال ۱۹۴۲ با رنگ سراسری خاکستری تیره تولید گردید و در تمامی جبهات عمده جنگ به کار برده شد. ۲۵ عراده از مجموع تانک‌های مدل اف-۲ از مدل اف-۱ تبدیل شدند.

### مدل گه (G)
سه ماه پس از آغاز تولید مدل اف-۲ این مدل به مدل گه (G) تغییر عنوان داد. در طول فرایند تولید مدل گه بین ماه مارس سال ۱۹۴۲ تا ماه ژوئن سال ۱۹۴۳، این مدل بهبودهای دیگری را نیز تجربه کرد. بسیاری از تغییرات بر روی این مدل به منظور افزایش سرعت تولید یا قدرت بقای تانک در میدان نبرد بود. طراحان از بسیار نزدیک بودن وزن تانک به حد نهایی تحمل شاسی آن آگاه بودند؛ از این رو تغییرات با فدا کردن برخی خصوصیات انجام گرفت. از جمله این بهبودها اضافه شدن یک صفحه جوش زده شده فولادی ۳۰ میلی‌متری دیگر به بخش زاویه‌دار جلویی بدنه تانک بود که مجموع ضخامت زره را به ۸۰ میلی‌متر افزایش می‌داد. با وجود ایجاد مشکلاتی در سیستم حرکت تانک با توجه به افزایش وزن، این تغییر مورد استقبال نیروهای به کار برنده آن قرار گرفت. به همین جهت تصمیم بر اعمال این تغییر بر ۵۰ درصد تولیدات پانزر ۴ گرفته شد. به هر حال از روز ۵ ژانویه سال ۱۹۴۳ با دستور مستقیم آدولف هیتلر، پیشوای آلمان تمامی تولیدات با صفحه اضافه ۳۰ میلی‌متری انجام پذیرفت. هفت تکه یدکی زنجیر نیز برای افزایش قدرت تدافعی در جلوی بدنه نصب شد. جایگاهی برای دو چرخ یدکی دیگر در سمت چپ بدنه قرار گرفت.
دو حفره دید از اطراف برجک و حفره‌های سیگنال از دریچه‌های بالایی راننده و بیسیم‌چی حذف و همچنین مخزن زرهی نارنجک دود زا از پشت سازه فوقانی برچیده شد. در تولیدات انتهایی حفره سیگنال بالایی در سقف برجک هم حذف شد. با این حال تولیدات اولیه مدل گه سه نارنج‌انداز دود زا در گوشه جلویی برجک داشتند. در تولیدات انتهایی دریچه دو تکه فرمانده با دریجه ساده‌تر تک‌تکه جایگزین و زره آن از ۵۰ میلی‌متر به ۹۵ میلی‌متر افزایش یافت. با ایجاد شکاف‌هایی بر روی بخش پشتی بدنه فرایند خنک سازی موتور برای عملیات در مناطقی با درجه حرارت بالا بهبود یافت و دستگاهی نیز برای ایجاد گرما به همراه یک انژکتور سیالات در هنگام استارت جهت ارتقا عملکرد موتور در مناطق سردسیر اضافه گشت. چراغ‌های جلوی تانک با نمونه جدید جایگزین شد.

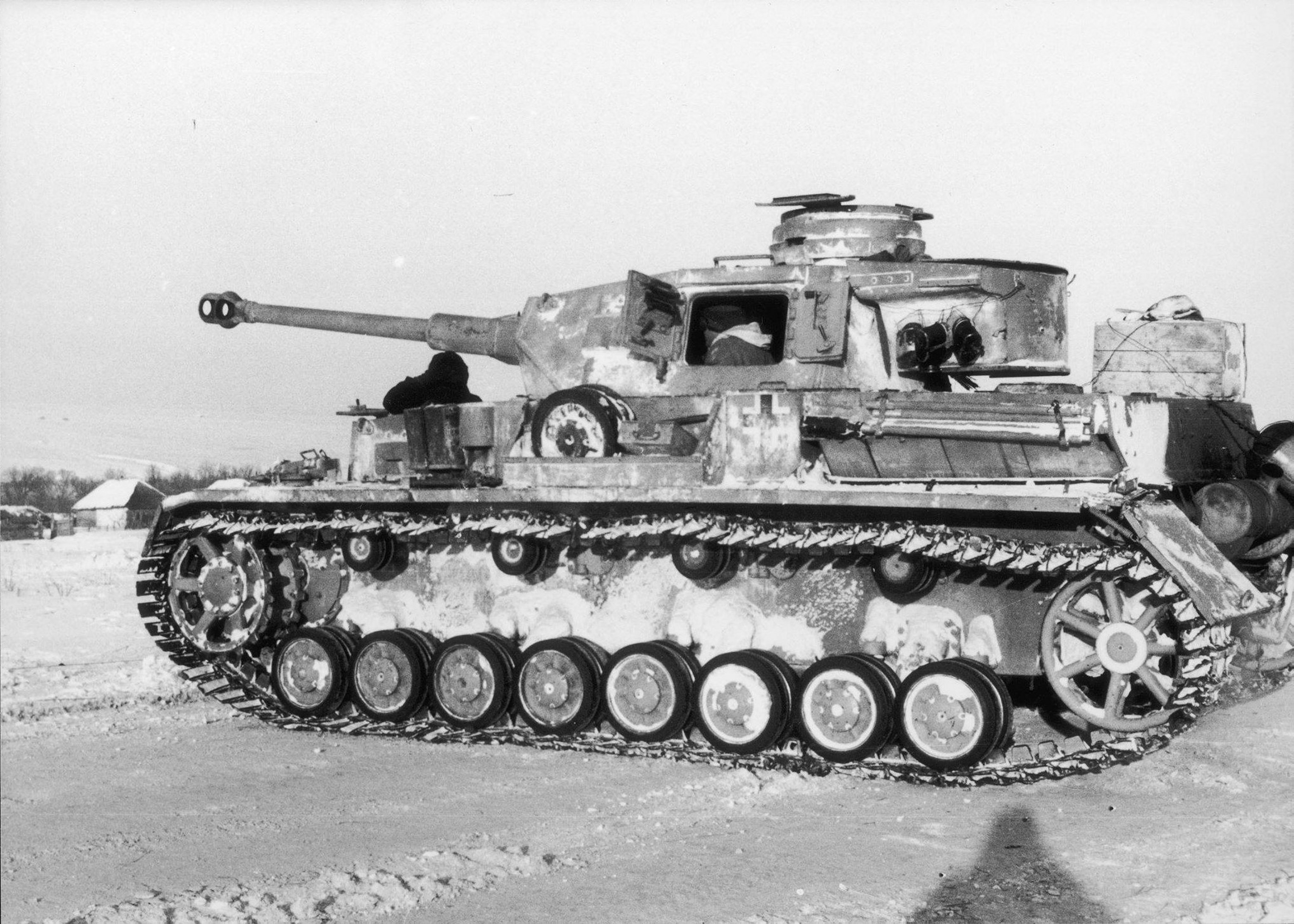
پانزر ۴ مدل گه با شنی زمستانی

ماه مارس سال ۱۹۴۳ نخستین پانزر ۴ با زره فاصله‌دار در اطراف بدنه و برجک، توسط تولیدکننده ارائه گردید. این زره موسوم به «دامن» به صورت صفحات فولادی قطعه‌قطعه به ریلی‌هایی که به اطراف بدنه جوش شده بودند، اتصال داشت و در نتیجه جدا شدنی بود. هدف از این زره منفجر کردن یا کاهش سرعت گلوله‌های ضدتانک پیش از اصابت آن با زرهی اصلی تانک بود. دامن حلقه‌ای شکل برجک در هر طرف یک در داشت تا امکان دسترسی به دریچه‌های اطراف برجک وجود داشته باشد. به‌کارگیری دامن حدود ۴۵۰ کیلوگرم به وزن تانک می‌افزود.
از ماه آوریل سال ۱۹۴۳ توپ KwK 40 L/43 با مدل کالیبر مشابه KwK 40 L/48 با ترمز دهانه چند سوراخه و عملکرد بهتر در مقابل لگد جایگزین شد. این تغییر باعث تغییر چشمی توپ نیز گردید. توپ جدید حدود ۴۰ سانتی‌متر بلند بود و سرعت گلوله هنگام شلیک را افزایش داد ویژگی‌های بالستیکی و قدرت نفوذ آن را بهبود بخشید.
بعداً در تعدادی از آخرین تولیدات مدل گه برخی از ویژگی‌های اولیه مدل بعدی نیز اعلام شد تا تقریباً با آن همسان شود.
تولیدات اولیه مورد گه به رنگ خاکستری تیره از خط تولید خارج می‌شدند. از اواخر ماه فوریه سال ۱۹۴۳ بنا بر تصمیم مقامات ارشد فرماندهی رنگ استتار به زرد تیره تغییر کرد و تانک‌ها با این رنگ در کارخانه رنگ می‌شدند. علاوه بر این، از دو رنگ سبز زیتونی و قهوه‌ای مایل به قرمز نیز در یگان‌های مختلف و بنا بر نظر فرماندهان محلی در رنگ‌آمیزی بخش‌هایی از تانک استفاده می‌شد. بین ماه‌های مه سال ۱۹۴۲ تا ژوئن ۱۹۴۳، حدود یک سال، مجموعاً ۱۶۸۷ عراده از مدل گه تولید گردید و از آن‌ها در تمامی گروهان‌های لشکرهای زرهی استفاده شد. این درحالی بود که از تمامی مدل‌های پیشین در عرض پنج سال گذشته تنها ۱۳۰۰ عراده تولید شده بود.

### مدلها(H)

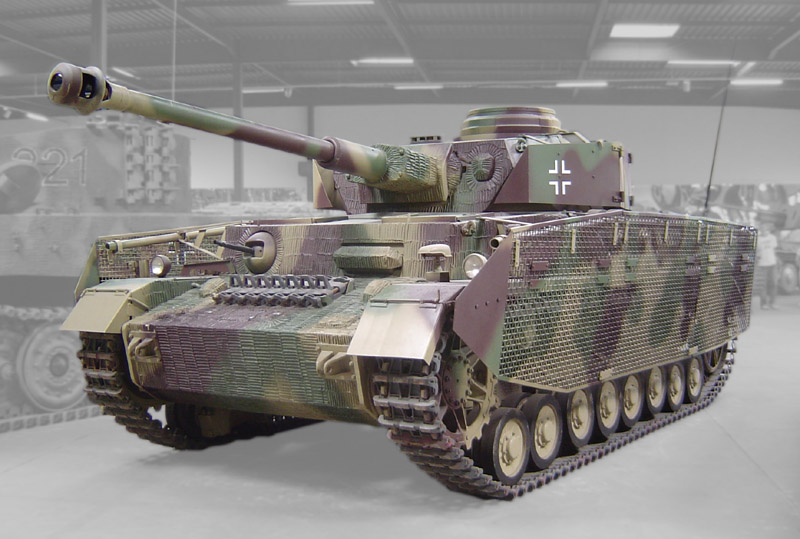
پانزر ۴ مدل ها با لایه از سیمریت و توری فلزی

ماه دسامبر سال ۱۹۴۲ از شرکت کروپ خواسته شد مدلی از تانک پانزر ۴ با زره زاویه‌دار در جلو و اطراف طراحی کند. پروژه مربوط به این باز طراحی به جهت رساندن وزن تانک به ۲۸ تن ماه فوریه سال ۱۹۴۳ لغو شد و به جای آن مدل ها بر پایه بدنه اولیه طراحی گردید. تولید مدل ها با عنوان تدارکاتی Sd.Kfz 161/2 از ماه آوریل سال ۱۹۴۳ آغاز شد و تا ماه ژوئیه سال ۱۹۴۴ ادامه پیدا کرد. با خروج ۳۷۷۴ عراده از خط تولید در کروپ-گروسون آگه در ماگدبورگ، ووماگ آگه در پلاوئن و نیبلونگن‌ورکه آگه در سنت والنتین مدل ها به پرشمارترین مدل پانزر ۴ بدل گشت. این مدل به زرد تیره از کارخانه خارج می‌شد اما از رنگ‌های مختلفی از جمله قهوه‌ای سرخ‌گون به منظور استتار آن در یگان‌ها گشت.
مدل ها اساساً گونه متاخری از مدل گه بود. در این مدل ضخامت زره جلویی با یک لایه کردن آن به صفحه ۸۰ میلی‌متری فولادی افزایش یافت. در جعبه دنده بهبود صورت پذیرفته بود. برای جلوگیری از چسبانده شدن مین‌های مغناطیسی ضد تانک، لایه‌ای از ماده سیمریت بر روی تمامی صفحات عمودی زره تانک قرار گرفت. زره سقف برجک از ۱۰ میلی‌متر به ۱۶ میلی‌متر ارتقا پیدا کرد و به بخش‌هایی از آن نیز صفحات ۲۵ میلی‌متری جوش شد. محافظت از طرفین بدنه و برجک با پدیداری و اعمال زره فاصله‌دار ۵ میلی‌متری برای بدنه و ۸ میلی‌متری برای برجک بهبود یافت. این امر باعث حذف شدن حفره‌های دید از اطراف بدنه به جهت پوشانده شدن با زره فاصله‌دار جدید گشت. چرخ‌های با دور پلاستیکی با چرخ‌های ریخته‌گری شده و چرخ زنجیر با نمونه سبک‌تر جایگزین شد. نارنجک‌انداز نیز در این مدل تغییر کرد. این تغییرات وزن تانک را به ۲۵ تن افزایش داد و با وجود به‌کارگیری سیستم انتقال قدرت جدید SSG 77 حداکثر سرعت تا ۱۶ کیلومتر بر ساعت در خارج از جاده کاهش یافت. میانگین سرعت در جاده ۲۵ کیلومتر بر ساعت و حداکثر آن ۳۸ کیلومتر بر ساعت بود. گونه‌ای از سیستم انتقال قدرت هیدرواستاتیک به شکل آزمایشی در این مدل استفاده شد که وارد مرحله تولید نگردید.

### مدل یوت (J)

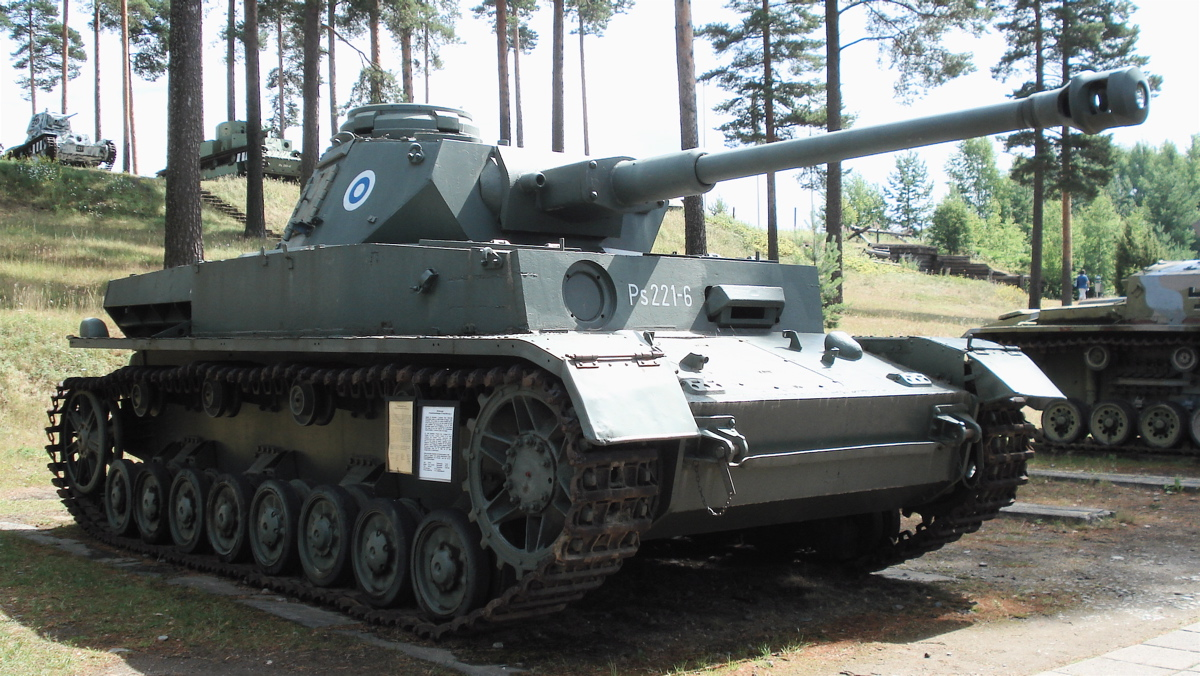
پانزر ۴ مدل یوت، صادر شده به فنلاند

آخرین مدل تولیدی پانزر ۴ یعنی مدل یوت حالتی از پس رفت نسبت به مدل ها به حساب می‌آمد. ایجاد ضرورت جایگزینی تلفات سنگین میدان نبرد، باعث ساده‌سازی‌های گسترده جهت افزایش میزان تولیدات شد. ژنراتور الکتریکی برای چرخاندن برجک از این مدل حذف گردید تا این عمل به شکل دستی صورت پذیرد. مکانیسم چرخش برجک با اضافه کردن یک چرخدنده دیگر برای سهولت کار چرخاننده دستی آن در اراضی شیبدار بهبود یافت. در مناطق نسبتاً مسطح چرخش ۱۲٫۵ درجه‌ای در عرض ۴ ثانیه و چرخش ۱۲۰ درجه‌ای در عرض ۲۹٫۵ ثانیه حاصل این تغییرات بود. از فضای خالی ایجاد شده پس از حذف ژنراتور، بعدها برای قرار دادن یک مخزن ۲۰۰ لیتری سوخت دیگر استفاده شد که این مسئله برد تانک را در جاده به ۳۲۰ کیلومتر افزایش داد. تمامی حفره‌های دید و تسلیحات دیگر در اطراف برجک حذف گردید. اطراف زاویه‌دار محفظه رادیاتور برای ساده‌سازی با حالت مسطح جایگزین شد. ضخامت سقف بدنه از یازده میلی‌متر به شانزده میلی‌متر افزایش پیدا کرد. صداخفه‌کن سیلندری اگزوز با یک صداخفه‌کن دارای دو شعله‌پوش تعویض شد.
پس از به مخاطره افتادن تولیدات ادوات تانک کروپ در شهر اسن با توجه به بمباران‌های دشمن، سخت‌کاری پوسته صفحات با مواد با کیفیت پایین‌تر جایگزین شد. از اواخر سال ۱۹۴۴ لایه سیمریت از تمامی ادوات زرهی آلمانی حذف و زره با فاصله اطراف پانزر ۴ با توری فلزی جایگزین گردید. حفره دید توپچی از بخش جلویی برجک حذف شد. تعداد چرخ‌های بالای زنجیر که شکل آن را حفظ می‌کردند، برای افزایش سرعت تولیدات از چهار عدد به سه عدد کاهش یافت. در تلاش برای تقویت قدرت آتش، اقدام برای جایگذاری برجک جدیدی برای استفاده از توپ بلندتر ۷۵ میلی‌متری L/70 که از تانک در حال توسعه پانتر مدل اف عاریه گرفته شده بود، در بدنه پانزر ۴ صورت گرفت که با توجه به رسیدن شاسی به حداکثر توان تحمل وزن و حجم با شکست مواجه شد.
از مارس تا سپتامبر سال ۱۹۴۵ هشتاد عراده مدل ها و 17 عراده مدل یوت با افزوده شدن تجهیزات رادیویی فو ۵ و فو ۷ جهت ارتباط با نیروی هوایی (Sd.Kfz 267) و فو ۸ برای ارتباط یگان‌های زمینی (Sd.Kfz 268)، به تانک‌های متوسط فرماندهی تبدیل شدند. در این مدل‌ها بارگذار به عنوان بیسیم‌چی دوم عمل می‌کرد. طرحی نیز برای نصب آنتن‌های اضافه بر تانک‌های پانزر۴ به منظور تغییر میدانی آن توسط نیروها به خودروی فرماندهی مطرح گشت. از برجک این دو مدل همچنین در قطارهای زره‌پوش و واگن‌های ریلی ضدتانک استفاده شد.
بین ماه‌های ژوئن ۱۹۴۴ تا مارس ۱۹۴۵ نیبلونگن‌ورکه ۲۹۷۰ و ووماگ تعداد دیگری از مدل یوت را تولید کردند. در همین مدت 90 عراده از تولیدات این مدل با افزدون شدن تجهیزات رادیویی برای ارتباط با توپ‌های خودکششی هومل، به تانک دیده‌بان توپخانه تبدیل گردید.

## گونه‌های دیگر
از یک شاسی بر پایه طراحی پانزر ۴، ماه فوریه سال ۱۹۴۱ برای ساخت یک توپ خودکششی زره‌پوش با توپ ۱۰٫۵ سانتی‌متری استفاده شد.
تا ماه سپتامبر سال ۱۹۴۱ تانک‌های پانزر ۳ و پانزر ۴ نقش مشابهی را در میدان نبرد ایفا می‌کردند. با توجه به این که طراحی این دو تانک نقاط اشتراک زیادی داشت به نظر می‌رسید تلفیق این دو مزایای زیادی از جمله استانداردسازی قطعات، به همراه خواهد داشت. تانک ترکیبی که بدین شکل پدید آمد «پانزر ۳/۴» نام گرفت. چندین پیش‌نمونه از این تانک تولید شد که بدنه و برجک آن‌ها کاملاً مشابه دو تانک والد بود. با این حال سامانه تعلیف شش چرخ بزرگ هم‌پوشان داشت. به هر حال این طراحی نتوانست در مسابقه تسلیحاتی که بین آلمان و دشمنانش وجود داشت، قرار بگیرد و در نهایت سال ۱۹۴۴ کار بر روی آن رها شد.
برخلاف پانزر ۳، از پانزر ۴ در تعداد زیاد به عنوان خودروی فرماندهی استفاده نمی‌شد. با این حال چندین پانزر ۴ مدل ها به بی‌سیم دوم و آنتن بیشتر مجهز گشتند تا در صورت لزوم نقش فرماندهی را ایفا کنند. این گونه «خودروی فرماندهی ۴» (Panzerbefehlswagen IV) نامیده شد.
بین ماه‌های سپتامبر سال ۱۹۴۴ تا مارس سال ۱۹۴۵ حدود ۹۶ تانک پانزر ۴ با افزوده شدن یک پریسکوپ بلند به طرف چپ کلاهک فرمانده، به خودروی زرهی دیده‌بانی پیشین توپخانه (Panzerbeobachtungswagen) تبدیل شدند.

## تولیدات
| سال       | تعداد تولید | مدل      |
| --------- | ----------- | -------- |
| ۱۹۳۷–۱۹۳۹ | ۲۶۲         | آ تا دی  |
| ۱۹۴۰      | (-۲۴) ۲۹۰   | دی و ایی |
| ۱۹۴۱      | (+۱۷) ۴۸۰   | ایی و اف |
| ۱۹۴۲      | ۹۹۴         | اف و گه  |
| ۱۹۴۳      | ۲٬۹۸۳       | گه وها   |
| ۱۹۴۴      | ۳٬۱۲۵       | ها و یوت |
| ۱۹۴۵      | ~۴۳۵        | یوت      |
| مجموع     | ~۸٬۵۶۹      | همه      |

در ابتدا کروپ تنها تولیدکننده تانک پانزر ۴ بود. تا پیش از تهاجم آلمان به لهستان تنها ۲۱۷ عراده از این تانک تولید شد: ۳۵ مدل آ، ۴۲ مدل ب و ۱۴۰ مدل سی. با توجه به ظرفیت صنعتی پایین تولید تانک‌های جدید در آلمان شمار مجموع تانک‌های تولید شده در سال ۱۹۴۰ تنها ۲۷۸ عراده بود. هیتلر روز ۲۰ اوت سال ۱۹۴۰ با صدور فرمانی تولید تانک‌های پانزر ۳ و ۴ را در «اولویت ویژه» قرار داد. در سال ۱۹۴۱ فرایند تولید این تانک به کارخانه فوماگ در پلاوئن و نیبلونگ‌ورکه در سن فالنتین گسترش یافت. در سال ۱۹۴۱ به شکل میانگین ۳۹ عراده در ماه پانزر ۴ تولید شد. این میانگین در سال ۱۹۴۲ به ۸۳ عراده در ماه و در سال ۱۹۴۳ به ۲۵۲ عراده در ماه افزایش پیدا کرد. در ماه دسامبر سال ۱۹۴۳ فعالیت کارخانه کروپ به تولید اشتوگ ۴ و در بهار سال ۱۹۴۴ تولید کارخانه فوماگ به یاگپنتسر ۴ تغییر یافت تا کارخانه نیبلونگ‌ورکه تنها به تولید پانزر ۴ ادامه دهد. در جریان فروپاشی تدریجی صنایع آلمان زیر فشار عملیات‌های زمینی و بمباران‌های هوایی متفقین، کارخانه نیبلونگ‌ورکه نیز در اکتبر سال ۱۹۴۴ به شدت در اثر یک بمباران هوایی آسیب دید به گونه‌ای که تولیدات آن تا ماه مارس و آوریل سال ۱۹۴۵ به کمتر از تولیدات سال ۱۹۴۲ سقوط کرد تا فقط ۵۵ عراده در ماه از خط تولید آن خارج شود.

## صادرات
پانزر ۴ یکی از بیشترین تانک‌های آلمانی صادر شده آلمانی در جنگ جهانی دوم بود. در سال ۱۹۴۲ یازده عراده به رومانی و ۳۲ عراده به مجارستان تحویل داده شد که بسیاری از آن‌ها از اواخر سال ۱۹۴۲ تا اوایل سال ۱۹۴۳ در جبهه شرقی و عموماً در نبرد استالینگراد با منهدم شدن نیروهای مجار و رومانیایی توسط قوای ارتش سرخ از بین رفتند. رومانی مجموعاً قریب به ۱۲۰ تانک پانزر ۴ در تمامی طول جنگ جهانی دوم از آلمان دریافت کرد. بین ۵۰ تا ۹۰ تانک نیز به بلغارستان ارسال شد. تعدادی از تانک‌های پانزر ۴ در خدمت ارتش ایتالیا، نقش هستهٔ واحدهای جدید زرهی این کشور را ایفا نمودند. از این تانک‌ها برای آموزش خدمه تانک‌های ایتالیایی استفاده شد. دولت راست‌گرای ژنرال فرانکو در اسپانیا در ماه مارس سال ۱۹۴۳ سفارشی برای خرید ۱۰۰ عراده تانک پانزر ۴ به آلمان ارسال کرد که نهایتاً تا پایان سال تنها ۲۰ عراده از آن‌ها را دریافت نمود. فنلاند ۳۰ عراده از این تانک خریداری کرد که مجدداً فقط ۱۵ عراده از آن در سال ۱۹۴۴ تحویل داده شد. ۶۰ تا ۷۰ پانزر ۴ برای تقویت ارتش مجارستان به این کشور فرستاده که ۲۰ عراده از آن توسط خود آلمانی برای پر کردن جای ادوات منهدم شده استفاده گردید. ۱۵ عراده پانزر ۴ نیز به نیروهای مسلح دولت دست نشانده کرواسی سپرده شد. در مجموع نزدیک به ۳۰۰ عراده از انواع مدل‌های پانزر ۴ به سایر کشورهای متحد آلمان صادر شد.

## تاریخچه عملیاتی

### لهستان، جبهه غربی و شمال آفریقا (۱۹۴۲–۱۹۳۹)
هنگام آغاز جنگ جهانی دوم در ۱ سپتامبر سال ۱۹۳۹ مجموعاً ۲۱۱ تانک پانزر ۴ در اختیار  نیروی زمینی آلمان بود. 19 عراده از این تانک‌های در جریان نبرد لهستان در اقدامات دشمن از دست رفتند. تانک پانزر ۴ در میدان رزم پشتیبانی خوبی از نیروها می‌کرد. پس از قرار گرفتن در بوته آزمایش در این کارزار، نیروی زمینی با صدور بیانیه شماره ۶۸۵ اعلام کرد پانزر ۴ پس از انجام موفقیت‌آمیز آزمایش‌های میدانی، آماده معرفی و به‌کارگیری است. با این وجود در این هنگام بیشتر تانک‌های عملیاتی آلمانی را تانک‌های قدیمی تر پانزر ۱ و پانزر ۲ تشکیل می‌دادند. پانزر ۴ تنها تانک آلمانی بود که در تمامی طول جنگ جهانی دوم از خط تولید و استفاده میدانی خارج نشد؛ به گونه ای که در این مدت در مجموع بیش از ۳۰ درصد توان واحدهای زرهی ورماخت را تشکیل می‌داد.
هنگام آغاز نبرد فرانسه در ماه مه سال ۱۹۴۰ به لشکرهای زرهی به‌کارگرفته شده حدود ۲۷۸ تانک پانزر ۴ تعلق گرفته بود. توپ کوتاه ۷۵ میلی‌متری KwK 37 L/24 تانک‌های پانزر ۴ در نفوذ به زره نسبتاً ضخیم تانک‌های فرانسوی از جمله سوموآ اس-۳۵ و شار بی-۱ با مشکل جدی مواجه شد. این توپ در فاصله ۷۰۰ متری تنها می‌توانست ۴۳ میلی‌متر در زره اهداف متخاصم نفوذ کند درحالیکه برای مثال ضخامت زره سوموآ اس-۳۵ به ۵۵ میلی‌متر و زره ماتیلدا ۲ به ۷۰ میلی‌متر می‌رسید.
پانزر ۴ همراه با آفریکاکور در شمال آفریقا حاضر بود اما عملکرد توپ‌های بلندتر پانزر ۳ از منظر نفوذ پذیری بسیار بهتر نشان می‌داد. هیچ‌کدام از توپ‌های تانک‌های پانزر ۳ و ۴ نمی‌توانست از زره قطور تانک بریتانیایی ماتیلدا ۲ گذر کند، درحالیکه توپ ۴۰ میلی‌متری QF 2-pounder ماتیلدا ۲ قادر بود هر دوی این تانک‌ها را منهدم کند. تا ماه اوت سال ۱۹۴۲ نیروهای آلمانی در شمال آفریقا تنها ۲۷ پانزر ۴ مدل اف-۲ مجهز به توپ L/43 دریافت کردند که آن‌ها به عنوان سرنیزه زرهی حملات استفاده شد. این توپ بلندتر می‌توانستند در زره تمامی تانک‌های آمریکایی و بریتانیایی حاضر در این جبهه در حداکثر فاصله یک و نیم کیلومتری نفوذ کند. با وجود این که تعداد بیشتری از تانک‌های پانزر ۴ بین ماه‌های اوت و اکتبر سال ۱۹۴۲ به شمال آفریقا ارسال شد، مقدار آن‌ها در مقابل ادوات دریافت شده توسط دشمن کافی به نظر نمی‌رسید.
پانزر ۴ همچنین تهاجم آلمان به یوگسلاوی و یونان در اوایل سال ۱۹۴۱ به‌کار برده شد.

### جبهه شرقی (۱۹۴۵–۱۹۴۱)
با آغاز عملیات بارباروسا در ۲۲ ماه ژوئن سال ۱۹۴۱ و تقابل با تانک‌های قدرتمند تی-۳۴ و کی‌وی-۱ شوروی، لزوم ارتقا تانک‌های پانزر ۴ را مسلم ساخت. تحویل نخستین تانک‌های پانزر ۴ مدل اف-۲ با توپ‌های جدید از بهار سال ۱۹۴۲ آغاز شد و تا عملیات تابستانی نیروهای آلمانی موسوم به مورد آبی ۱۳۵ عراده در اختیار آن‌ها قرار گرفت. گفته می‌شود تا آن زمان پانزر ۴ تنها تانکی بود که از منظر قدرت آتش تانک‌های تی-۳۴ و کی‌وی-۱ شوروی را از میان بردارد. پانزر ۴ نقش حساسی در وقایع و اتفاقات میدان نبرد بین ماه‌های ژوئن ۱۹۴۲ تا مارس سال ۱۹۴۳ ایفا نمود و به تکیه‌گاه لشکرهای زرهی آلمانی بدل گشت. عدم تعدد تانک‌های تایگر ۱، مشکلات فنی آن‌ها و فرارسیدن تانک‌های پانتر پس از ماه مه سال ۱۹۴۳ نیز این مسئله را تشدید کرد. میزان بالای تلفات تانک‌های پانزر ۴ که در سال ۱۹۴۲ در جبهه شرقی به عددی بالغ بر ۵۰۰ عراده رسید، نیز نشانگر همین اتکای قوای آلمانی به این تانک است.
پانزر ۴ به حضور چشم گیر خود در علمیات‌های ارتش آلمان از جمله نبرد کورسک در سال ۱۹۴۳ نیز ادامه داد. با ادامه مشکلات فنی در تانک‌های جدید تر همچون تانک پانتر که بر عملکرد آن‌ها در میدان نبرد تأثیر مخربی گذاشته بود، بخش بزرگی از مسئولیت در نبرد کورسک بر دوش قریب به ۸۴۰ تانک پانزر ۴ حاضر در این منطقه افتاد. با افزایش توان نیروهای ارتش سرخ و هر چه شدت یافتن درگیری‌ها در جبهه شرقی دست کم ۲۳۵۰ تانک پانزر ۴ در این جبهه منهدم شدند به گونه ای که توان زرهی برخی از لشکرهای زرهی آلمانی به تنها ۱۲ تا ۱۸ تانک کاهش پیدا کرد. در سال ۱۹۴۴ نیز ۲۶۴۰ تانک دیگر پانزر ۴ توسط قوای ارتش سرخ از میان برداشته شد. این مسئله با توجه به سخت‌تر شدن شرایط برای آلمانی‌ها جایگزینی تانک‌های از دست رفته توسط آن‌ها را رفته رفته دشوارتر می‌کرد. با این وجود همچنان مشکلات سایر تانک‌ها پابرجا بود تا پانزر ۴ در سرتاسر سال ۱۹۴۴ نیز هسته اصلی لشکرهای زرهی آلمانی شامل یگان‌هایی ویژه همچون سپاه ۲ زرهی اس‌اس را تشکیل دهد. در ماه ژانویه سال ۱۹۴۵ نیز ۲۸۷ تانک پانزر ۴ در جبهه شرقی از بین رفت. برآوردها نشان می‌دهد در مجموع با انهدام قریب به ۶۱۵۰ عراده از انواع تانک‌های پانزر ۴ توسط نیروهای ارتش سرخ، هفتاد و پنج درصد از کل تلفات قوای زرهی آلمانی در طول جنگ مربوط به این تانک بوده‌است.

### جبهه غربی (۱۹۴۵–۱۹۴۴)
پانزر ۴ تقریباً نیمی از توان واحدهای زرهی آلمانی را در جبهه غربی پیش از پیاده شدن نیروهای متفقین در ساحل نرماندی در ششم ژوئن سال ۱۹۴۴، تشکیل می‌داد. بیشتر ۱۱ لشکر زرهی آلمانی که در نبرد نرماندی حضور یافتند در ابتدا با داشتن تقریباً ۱۶۰ تانک دارای یک تیپ زرهی با یک گردان از تانک‌های پانزر ۴ و گردان دیگری از تانک‌های پانتر بودند. ارتقا منظم تانک پانزر چهار باعث شد که این تانک در دید دشمنان همچنان حریفی قدرتمند به نظر بیاید. با وجود برتری مطلق هوایی توسط متفقین، آلمانی‌ها موفق شدند با بهره‌گیری از مزایای تدافعی پدیده‌های طبیعی در منطقه نرماندی، با استفاده از تانک‌ها و توپ‌های ضد تانک خود تلفات گسترده‌ای به ادوات زرهی دشمنان خود وارد سازند. با این حال ضد حملات قوای آلمانی نیز توسط توپخانه، تسلیحات ضد تانک سبک، زره‌پوش‌های ضد تانک، توپ‌های ضد تانک و هواگردهای جنگنده-بمب‌افکن دشمن دفع شد. زره با فاصله پانزر ۴ تأثیر گلوله‌های تسلیحات ضد تانک متفقین را کاهش داده بود اما زمین ناهموار این مسئله را با مشکل مواجه کرده بود. خدمه تانک‌های پانزر ۴ آلمانی در بسیاری از گزارش‌های خود این زره با فاصله را در مقابل ناهمواری‌های زمین و پوشش گیاهی متراکم بسیار ضعیف می‌خواندند که به راحتی کنده یا شکسته می‌شد.
تانک آمریکایی ۴ شرمن با توپ ۷۵ میلی‌متری ام۳ مشکل چندانی در مقابل نمونه‌های اولیه پانزر ۴ نداشت اما با گذر زمان و ارتقای تانک‌های پانزر ۴، با وجود بهره‌مندی از مزیت تعداد زیاد و سهولت در تعمیر، دیگر نمی‌توانست به راحتی در مقابل آخرین مدل‌های پانزر ۴ ایستادگی کند. در فواصل متعارف میدان نبرد، با وجود آسیب‌پذیری برجک، زره ۸۰ میلی‌متری جلوی بدنه آخرین مدل‌های پانزر ۴ به راحتی می‌توانست شلیک توپ‌های ۷۵ میلی‌متری ام۴ را دفع نماید.
بریتانیایی‌ها با استفاده از توپ ۷۶ میلی‌متری QF 17-pounder که بر روی تانک فایرفلای نصب شده بود، شرایط مناسب تری نسبت آمریکایی‌ها داشتند. با وجود این که فایرفلای تنها تانک متفقین بود که فواصل متعارف میدان نبرد می‌توانستند با تمامی تانک‌های آلمانی مقابله کند اما هنگام نبرد نرماندی تعداد زیادی از آن‌ها در دسترس نبود. در ازای هر سه تانک شرمن تنها یک تانک فایرفلای در اختیار نیروهای بریتانیایی قرار داشت. تا پایان عملیات در نرماندی ۵۵۰ عراده دیگر از تانک‌های فایرفلای به جبهه عازم گردید، که برای تلفات پوشش مناسبی ایجاد نمود.
از ۲۹ ماه اوت سال ۱۹۴۴ که آخرین عناصر ارتش پنجم زرهی و ارتش هفتم ورماخت شروع به عقب‌نشینی به طرف آلمان کردند، محاصره فاجعه‌بار برخی یگان‌ها در فالیز و سن تلفات سنگینی متوجه نیروهای آلمانی ساخت. در این نبردها از مجموع ۲۳۰۰ تانک و زره‌پوش ضد تانکی که آلمانی‌ها وارد نرماندی کرده بودند (شامل ۷۵۰ پانزر ۴)، بیش از ۲۲۰۰ عراده از دست رفتند به گونه ای که فیلدمارشال والتر مودل در گزارش خود به هیتلر اذعان داشت که در هر یک از لشکرهای زرهی او تنها پنج یا شش عراده تانک باقی مانده‌است.
در طول زمستان بین سال‌های ۱۹۴۴ و ۱۹۴۵ تانک‌های پانزر ۴ حضور پرشماری در ضد حمله ناموفق تابستانه آلمان در ناحیه آردن داشتند که متحمل خسارات گسترده‌ای شدند که کمبود سوخت نیز آن را تشدید می‌کرد.

### سایر کاربران
فنلاند در سال ۱۹۴۴ پانزده عراده پانزر ۴ مدل یوت هر یک به قیمت ۵۰۰ هزار رایشس‌مارک خریداری کرد. مابقی سفارش ۴۰ عراده دیگر پانزر ۴ و تعدادی اشتوگ ۳ و آموزش‌دهندگان آلمانی هیچگاه تحویل داده نشد. همان محموله کوچک نیز به اندازه‌ای دیر به دست فنلاندی‌ها رسید که دیگر جنگ با شوروی به پایان رسیده بود و علیه خود آلمانی‌هایی که در حال عقب نشنیی از این کشور بودند، استفاده شد. از این تانک‌ها پس از جنگ برای اهداف آموزشی استفاده گشت.
پس از سال ۱۹۴۵ و پایان جنگ جهانی دوم، شوروی از برجک تانک‌های پانزر ۴ در ساخت استحکامات دفاعی در مرز خود با ترکیه استفاده کرد.
بیست عراده پانزر ۴ مدل ها و ۱۰ عراده اشتوگ ۴ مدل گه در ماه دسامبر سال ۱۹۴۳ به اسپانیا تحویل داده شد که تنها کسر کوچکی از چیزی بود که سفارش داده شده بود. از پانزر ۴ تا سال ۱۹۵۴ در اسپانیا استفاده گردید. اسپانیا سال ۱۹۶۷ شانزده عراده از تانک‌های پانزر ۴ خود را به سوریه فروخت.
ارتش سرخ شوروی تعداد بسیار زیادی از زره‌پوش‌های آلمانی از جمله تانک‌های پانزر ۴ را در طول جنگ جهانی دوم به غنیمت خود درآورد. برخی از این تانک‌ها در یگان‌های عملیاتی و برخی دیگر در مقاصد آموزشی استفاده شدند. سادگی طراحی پانزر ۴ و حجم عظیم قطعات به غنیمت گرفته شده از این تانک باعث شد تا از آن به مدت نسبتاً طولانی در ارتش سرخ استفاده شود.
بیشتر تانک‌های پانزر ۴ که به رومانی تحویل شده بود در طول نبردهای بین سال‌های ۱۹۴۴ و ۱۹۴۵ از بین رفتند. تا روز ۹ مه سال ۱۹۴۵ تنها ۲ عراده تانک پانزر ۴ در نیروهای مسلح رومانی باقیمانده بود. این کشور پس از پایان جنگ و روی کار آمدن دولت کمونیستی، ۵۰ عراده دیگر پانزر ۴ غنیمت‌گرفته‌شده، از شوروی دریافت نمود. این تانک‌ها از انواع مختلف، در شرایطی نامناسب، تا سال ۱۹۵۰ که تصمیم گرفته شد تنها از ادوات ساخت شوروی شود، تحت عنوان تانک «تی-۴» در خدمت رومانی باقی ماندند.
سوریه نزدیک به ۶۰ تانک پانزر ۴ را بین سال‌های ۱۹۵۰ تا ۱۹۵۲ از فرانسه خریداری کرد. حدود ۵۰ تانک پانزر ۴ دیگر نیز سال ۱۹۵۴ از چکسلواکی به سوریه تحویل داده شد. هفده عراده پانزر ۴ نیز از اسپانیا خریداری گشت. از این تانک‌ها در جنگ علیه اسرائیل استفاده گردید. چندین عراده از این تانک‌ها توسط نیروهای اسرائیلی به غنیمت گرفته شد که تعدادی از آن‌ها هم‌اکنون در موزه به نمایش گذاشته شده‌اند.
حداقل یک تانک غنیمت گرفته شده پانزر ۴ مدل ها توسط نیروهای لهستانی در سال ۱۹۴۴ در ایتالیا مورد استفاده قرار گرفت.

## مشخصات فنی
| مدل                               | مدل                               | مدل                               | مدل                               | مدل                               | آ                                             | ب                                             | سی                                            | دی                                            | ایی                                           | اف                                            |
| --------------------------------- | --------------------------------- | --------------------------------- | --------------------------------- | --------------------------------- | --------------------------------------------- | --------------------------------------------- | --------------------------------------------- | --------------------------------------------- | --------------------------------------------- | --------------------------------------------- |
| خدمه (نفر)                        | خدمه (نفر)                        | خدمه (نفر)                        | خدمه (نفر)                        | خدمه (نفر)                        | ۵ (فرمانده، توپچی، بارگذار، بیسیم‌چی و راننده) | ۵ (فرمانده، توپچی، بارگذار، بیسیم‌چی و راننده) | ۵ (فرمانده، توپچی، بارگذار، بیسیم‌چی و راننده) | ۵ (فرمانده، توپچی، بارگذار، بیسیم‌چی و راننده) | ۵ (فرمانده، توپچی، بارگذار، بیسیم‌چی و راننده) | ۵ (فرمانده، توپچی، بارگذار، بیسیم‌چی و راننده) |
| ابعاد (سانتی‌متر)                  | طول                               | ۵۹۲                               | ۵۹۲                               | ۵۹۲                               | ۵۹۲                                           | ۵۹۲                                           | ۵۹۲                                           |                                               |                                               |                                               |
| ابعاد (سانتی‌متر)                  | عرض                               | ۲۸۳                               | ۲۸۳                               | ۲۸۳                               | ۲۸۴                                           | ۲۸۴                                           | ۲۸۸                                           |                                               |                                               |                                               |
| ابعاد (سانتی‌متر)                  | ارتفاع                            | ۲۶۸                               | ۲۶۸                               | ۲۶۸                               | ۲۶۸                                           | ۲۶۸                                           | ۲۶۸                                           |                                               |                                               |                                               |
| ابعاد (سانتی‌متر)                  | کف از زمین                        | ۴۰                                | ۴۰                                | ۴۰                                | ۴۰                                            | ۴۰                                            | ۴۰                                            |                                               |                                               |                                               |
| ابعاد (سانتی‌متر)                  | تماس شنی با زمین                  | ۳۵۲                               | ۳۵۲                               | ۳۵۲                               | ۳۵۲                                           | ۳۵۲                                           | ۳۵۲                                           |                                               |                                               |                                               |
| وزن بارگذاری‌شده (تن)              | وزن بارگذاری‌شده (تن)              | وزن بارگذاری‌شده (تن)              | وزن بارگذاری‌شده (تن)              | وزن بارگذاری‌شده (تن)              | ۱۸                                            | ۱۸٫۵                                          | ۱۸٫۵                                          | ۲۰                                            | ۲۲                                            | ۲۲٫۳                                          |
| فشار (کیلوگرم بر سانتی‌متر مربع)   | بر سطح                            | ۰٫۶۸                              | ۰٫۷۷                              | ۰٫۷۷                              | ۰٫۸۳                                          | ۰٫۹۱                                          | ۰٫۸۸                                          |                                               |                                               |                                               |
| فشار (کیلوگرم بر سانتی‌متر مربع)   | بر چرخ‌ها                          | ۸۱                                | ۸۸                                | ۸۸                                | ۹۶                                            | ۱۰۵                                           | ۸۶                                            |                                               |                                               |                                               |
| سرعت (کیلومتر بر ساعت)            | حداکثر                            | ۳۲٫۴                              | ۴۲                                | ۴۲                                | ۴۲                                            | ۴۲                                            | ۴۲                                            |                                               |                                               |                                               |
| سرعت (کیلومتر بر ساعت)            | میانگین جاده                      | ۲۰                                | ۲۵                                | ۲۵                                | ۲۵                                            | ۲۵                                            | ۲۵                                            |                                               |                                               |                                               |
| سرعت (کیلومتر بر ساعت)            | میانگین خارج از جاده              | ۱۰                                | ۲۰                                | ۲۰                                | ۲۰                                            | ۲۰                                            | ۲۰                                            |                                               |                                               |                                               |
| تسلیحات                           | ۱ × توپ ۷٫۵ سانتی‌متری Kw.K. L/24  | ۱ × توپ ۷٫۵ سانتی‌متری Kw.K. L/24  | ۱ × توپ ۷٫۵ سانتی‌متری Kw.K. L/24  | ۱ × توپ ۷٫۵ سانتی‌متری Kw.K. L/24  | ۱ × توپ ۷٫۵ سانتی‌متری Kw.K. L/24              | ۱ × توپ ۷٫۵ سانتی‌متری Kw.K. L/24              |                                               |                                               |                                               |                                               |
| تسلیحات                           | ۲ × مسلسل ام‌گه ۳۴                 | ۱ × مسلسل ام‌گه ۳۴                 | ۱ × مسلسل ام‌گه ۳۴                 | ۱ × مسلسل ام‌گه ۳۴                 | ۱ × مسلسل ام‌گه ۳۴                             | ۱ × مسلسل ام‌گه ۳۴                             |                                               |                                               |                                               |                                               |
| مهمات                             | توپ (گلوله)                       | ۱۲۲                               | ۸۰                                | ۸۰                                | ۸۰                                            | ۸۰                                            | ۸۰                                            |                                               |                                               |                                               |
| مهمات                             | مسلسل (فشنگ)                      | ۳۰۰۰                              | ۲۵۰۰                              | ۲۵۰۰                              | ۲۷۰۰                                          | ۳۱۵۰                                          | ۳۱۵۰                                          |                                               |                                               |                                               |
| زاویه پایین و بالا شدن توپ (درجه) | زاویه پایین و بالا شدن توپ (درجه) | زاویه پایین و بالا شدن توپ (درجه) | زاویه پایین و بالا شدن توپ (درجه) | زاویه پایین و بالا شدن توپ (درجه) | ۲۰+/۱۰-                                       | ۲۰+/۱۰-                                       | ۲۰+/۱۰-                                       | ۲۰+/۱۰-                                       | ۲۰+/۱۰-                                       | ۲۰+/۱۰-                                       |
| برد (کیلومتر)                     | جاده                              | ۲۱۰                               | ۲۱۰                               | ۲۱۰                               | ۲۱۰                                           | ۲۱۰                                           | ۲۱۰                                           |                                               |                                               |                                               |
| برد (کیلومتر)                     | خارج از جاده                      | ۱۳۰                               | ۱۳۰                               | ۱۳۰                               | ۱۳۰                                           | ۱۳۰                                           | ۱۳۰                                           |                                               |                                               |                                               |
| نیرومحرکه                         | موتور                             | Maybach                           | Maybach                           | Maybach                           | Maybach                                       | Maybach                                       | Maybach                                       |                                               |                                               |                                               |
| نیرومحرکه                         | موتور                             | HL108 TR                          | HL120 TR                          | HL120 TRM                         | HL120 TRM                                     | HL120 TRM                                     | HL120 TRM                                     |                                               |                                               |                                               |
| نیرومحرکه                         | موتور                             | بنزینی ۱۲ سیلندر خنک‌شونده با آب   |                                   |                                   |                                               |                                               |                                               |                                               |                                               |                                               |
| نیرومحرکه                         | توان (اسب بخار)                   | ۲۳۰                               | ۲۶۵                               | ۲۶۵                               | ۲۶۵                                           | ۲۶۵                                           | ۲۶۵                                           |                                               |                                               |                                               |
| نیرومحرکه                         | توان به وزن(اسب بخار بر تن)       | ۱۲٫۸                              | ۱۴٫۳                              | ۱۴٫۳                              | ۱۳٫۲                                          | ۱۲                                            | ۱۱٫۹                                          |                                               |                                               |                                               |
| ظرفیت سوخت (لیتر)                 | ظرفیت سوخت (لیتر)                 | ظرفیت سوخت (لیتر)                 | ظرفیت سوخت (لیتر)                 | ظرفیت سوخت (لیتر)                 | ۴۷۰                                           | ۴۷۰                                           | ۴۷۰                                           | ۴۷۰                                           | ۴۷۰                                           | ۴۷۰                                           |
| عبور از موانع (سانتی‌متر)          | عرض سنگر                          | ۲۳۰                               | ۲۳۰                               | ۲۳۰                               | ۲۳۰                                           | ۲۳۰                                           | ۲۳۰                                           |                                               |                                               |                                               |
| عبور از موانع (سانتی‌متر)          | ارتفاع                            | ۶۰                                | ۶۰                                | ۶۰                                | ۶۰                                            | ۶۰                                            | ۶۰                                            |                                               |                                               |                                               |
| عبور از موانع (سانتی‌متر)          | عمق آب                            | ۸۰                                | ۸۰                                | ۸۰                                | ۸۰                                            | ۸۰                                            | ۸۰                                            |                                               |                                               |                                               |
| زره(درجه عمودی/م‌م)                | برجک                              | برجک                              | برجک                              | جلو                               | ۱۶/۱۰°                                        | ۳۰/۱۰°                                        | ۳۰/۱۰°                                        | ۳۰/۱۰°                                        | ۳۰/۱۰°                                        | ۵۰/۱۰°                                        |
| زره(درجه عمودی/م‌م)                | اطراف                             | ۱۴٫۵/۲۵°                          | ۱۴٫۵/۲۵°                          | ۱۴٫۵/۲۵°                          | ۲۰/۲۵°                                        | ۲۰/۲۴°                                        | ۳۰/۲۵°                                        |                                               |                                               |                                               |
| زره(درجه عمودی/م‌م)                | پشت                               | ۱۴٫۵/۲۵°                          | ۱۴٫۵/۲۵°                          | ۱۴٫۵/۲۵°                          | ۲۰/۲۵°                                        | ۲۰/۱۴°                                        | ۳۰/۱۴°                                        |                                               |                                               |                                               |
| زره(درجه عمودی/م‌م)                | سقف                               | ۱۰/۸۳° (جلو)                      | ۱۰/۸۳° (جلو)                      | ۱۰/۸۳° (جلو)                      | ۱۰/۸۳° (جلو)                                  | ۱۰/۸۳° (جلو)                                  | ۱۰/۸۴° (جلو)                                  |                                               |                                               |                                               |
| زره(درجه عمودی/م‌م)                | سقف                               | ۱۰/۹۰° (عقب)                      |                                   |                                   |                                               |                                               |                                               |                                               |                                               |                                               |
| زره(درجه عمودی/م‌م)                | بدنه                              | سازه فوقانی                       | سازه فوقانی                       | جلو                               | ۱۴٫۵/۹°                                       | ۳۰/۹°                                         | ۳۰/۹°                                         | ۳۰/۹° + ۳۰                                    | ۳۰/۹° + ۳۰                                    | ۵۰/۹°                                         |
| زره(درجه عمودی/م‌م)                | بدنه                              | اطرف                              | ۱۴٫۵/۰°                           | ۱۴٫۵/۰°                           | ۱۴٫۵/۰°                                       | ۲۰/۰° + ۲۰                                    | ۲۰/۰° + ۲۰                                    | ۳۰/۰°                                         |                                               |                                               |
| زره(درجه عمودی/م‌م)                | بدنه                              | پشت                               | ۱۴٫۵/۱۰°                          | ۱۴٫۵/۱۰°                          | ۱۴٫۵/۱۰°                                      | ۲۰/۱۰°                                        | ۲۰/۱۰°                                        | ۲۰/۱۰°                                        |                                               |                                               |
| زره(درجه عمودی/م‌م)                | بدنه                              | سقف                               | ۱۱/۸۵° (جلو)۱۰/۸۸° (پشت)          | ۱۱/۸۵° (جلو)۱۰/۸۸° (پشت)          | ۱۱/۸۵° (جلو)۱۰/۸۸° (پشت)                      | ۱۱/۸۵° (جلو)۱۰/۸۸° (پشت)                      | ۱۱/۸۵° (جلو)۱۰/۸۸° (پشت)                      | ۱۱/۸۵° (جلو)۱۰/۸۸° (پشت)                      |                                               |                                               |
| زره(درجه عمودی/م‌م)                | بدنه                              | بدنه اصلی                         | جلو                               | بالا                              | ۱۰/۷۲°                                        | ۲۰/۷۲°                                        | ۲۰/۷۲°                                        | ۲۰/۷۲°                                        | ۲۰/۷۲°                                        | ۲۰/۷۲°                                        |
| زره(درجه عمودی/م‌م)                | بدنه                              | بدنه اصلی                         | جلو                               | پایین                             | ۱۴°-/۱۴٫۵                                     | ۱۴°-/۳۰                                       | ۱۴°-/۳۰                                       | ۱۴°-/۵۰                                       | ۱۴°-/۵۰                                       | ۱۴°-/۵۰                                       |
| زره(درجه عمودی/م‌م)                | بدنه                              | بدنه اصلی                         | اطراف                             | اطراف                             | ۱۴٫۵/۰°                                       | ۱۴٫۵/۰°                                       | ۱۴٫۵/۰°                                       | ۲۰/۰° + ۲۰                                    | ۲۰/۰° + ۲۰                                    | ۳۰/۰°                                         |
| زره(درجه عمودی/م‌م)                | بدنه                              | بدنه اصلی                         | پشت                               | پشت                               | ۱۰°-/۱۴٫۵                                     | ۱۰°-/۱۴٫۵                                     | ۱۰°-/۱۴٫۵                                     | ۱۰°-/۲۰                                       | ۱۰°-/۲۰                                       | ۱۰°-/۲۰                                       |
| زره(درجه عمودی/م‌م)                | بدنه                              | بدنه اصلی                         | کف                                | کف                                | ۸/۹۰°                                         | ۸/۹۰°                                         | ۱۰/۹۰°                                        | ۱۰/۹۰°                                        | ۱۰/۹۰°                                        | ۱۰/۹۰°                                        |
| زره(درجه عمودی/م‌م)                | ابتدای لوله                       | ابتدای لوله                       | ابتدای لوله                       | ابتدای لوله                       | منحنی/۱۶                                      | منحنی/۳۰                                      | منحنی/۳۰                                      | ۳۵/۳۰°                                        | ۳۵/۳۰°                                        | ۵۰/۳۰°                                        |